# Права женщин в Иране
Права женщин в Иране — комплекс исследований о положении женщины в иранском обществе, а также система правил и норм, регулирующих взаимодействие женщины с социальными институтами. Традиционно доминантная роль в иранском обществе отводится мужчине, патриархат, как часть исламской религии, поддерживается в современном Иране на государственном уровне. В настоящее время Иран занимает 137 место из 164 стран по индексу равенства по половому признаку

## История

### Доисламская эпоха

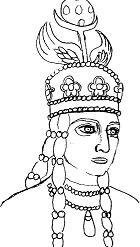
Воссозданный портрет царицы династии Сасанидов — Борандохт

Во время археологических раскопок в останках древнего персидского города Шахри-Сухте было выявлено, что персидские женщины VI—III века до нашей эры обладали высоким общественным и хозяйственным статусом, в частности 90 % из найденных могил оказались женскими. В древнем царстве женщины составляли 60 % населения города, они были ответственны за хозяйственное и административное управление и главенствовали в торговле. Из исследований можно сделать предположение, что в обществе Шахри-Сухте женщины обладали высшим общественным статусом. При этом древний город не был исключением на Ближнем Востоке, так как женское господство или равноправие было широко распространено в эпоху ведизма на севере Индии, при этом учение авесты утверждает, что женщина должна быть покорной перед мужем, но это ни в коем случае не давало мужчине право подавлять её личность и право на выбор.
В державе Ахеменидов в Персеполе женщины делились условно на 3 группы: «муту», «ирти» и «дуксис», первыми назывались все женщины из простолюдинов, вторые — «ирти», являлись незамужними девушками из числа знатных родов и «дуксис» — замужние. Последние обладали наивысшем положением среди женщин в обществе. По летописям становится ясно, что знатные женщины много путешествовали и даже возводили собственные дворы. Царица и её фрейлины устраивали спортивные соревнования по поло против короля и его придворных. Фактически наибольшей властью могла быть наделена мать царя, однако она не могла сама выбирать наследника трона. Сведения относительно того, каким положением обладали женщины незнатного рода, отсутствуют, но известно, что они могли отличаться в зависимости от вида деятельности самой женщины или её мужа/семьи. В царстве практически все виды занятости были разделены на женские и мужские, за редкими исключениями. Если в одной работе были задействованы и мужчины и женщины, вторые получали немного меньшую зарплату, хотя встречались случаи, когда меньшую зарплату получал мужчина. В царстве работали женщины руководители и специалисты, чей статус напрямую зависел от знаний и опыта. Самой престижной и высокооплачиваемой профессией для женщины считалась «арашшара» (великий начальник), которая руководила большими группами из женщин, детей или даже мужчин. Её зарплата была одной из лучших в царстве. Высоким почётом пользовались беременные женщины и женщины с маленькими детьми.
Известно, что в империи Сасанидов несколько лет правила Борандохт, дочь Хосрова II Парвиза, также во время войны с римлянами многие персидские женщины сражались наравне с мужчинами. Женщины изображались на многих персидских миниатюрах и живописи. По ним можно определить, какая одежда была в моде у женщин в разные временные периоды. В битве при Ктесифоне среди римских солдат юные персидские девы считались лучшими трофеями.

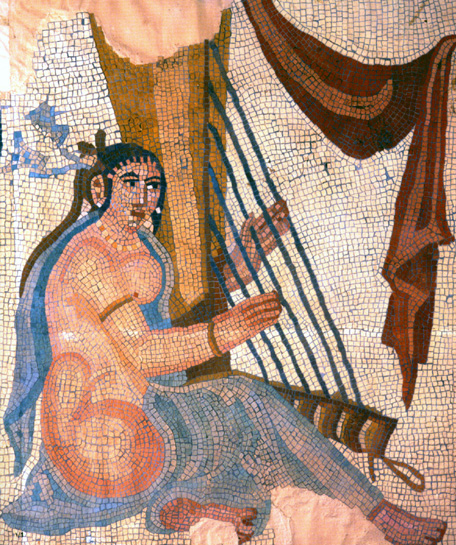
Женщина-придворный музыкант в эпоху Сасанидов
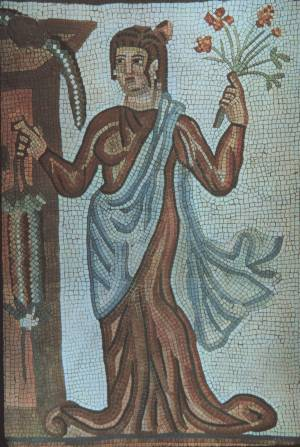
Изображение персидской женщины на фреске эпохи Сасанидов
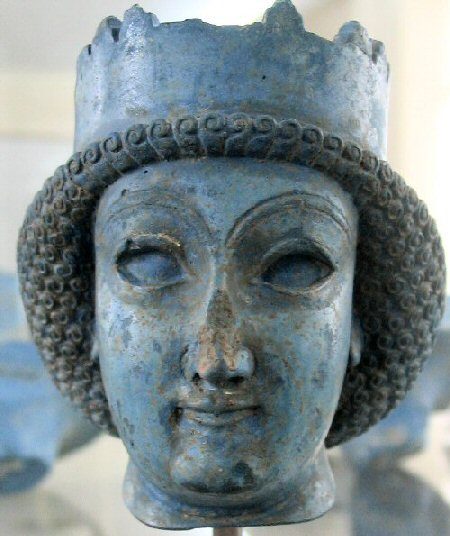
Бюст Атоссы, супруги царей Камбиса II, Гауматы и Дария I
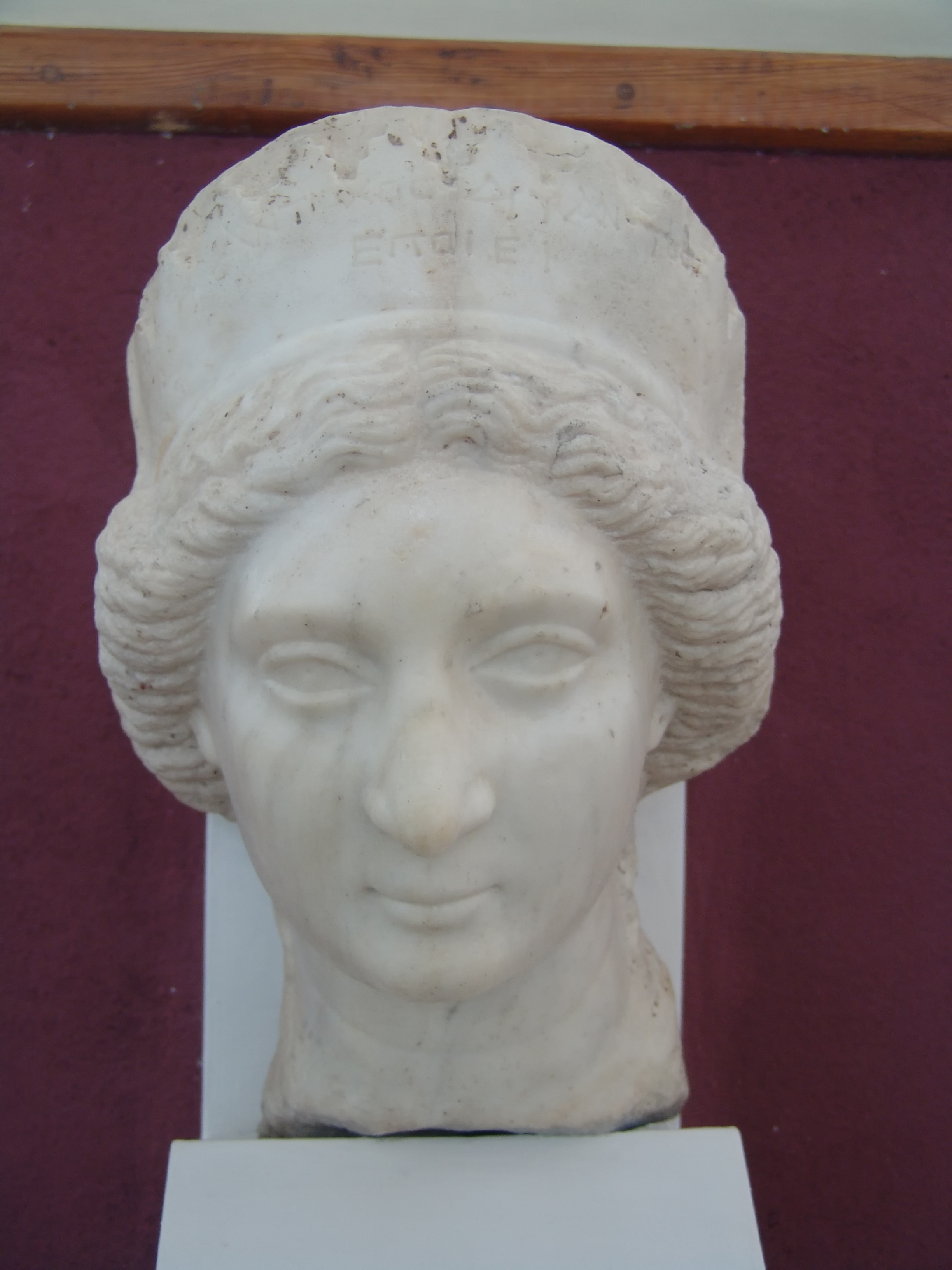
Бюст Музы Парфянской, супруги царя Фраата IV, Иранский национальный музей
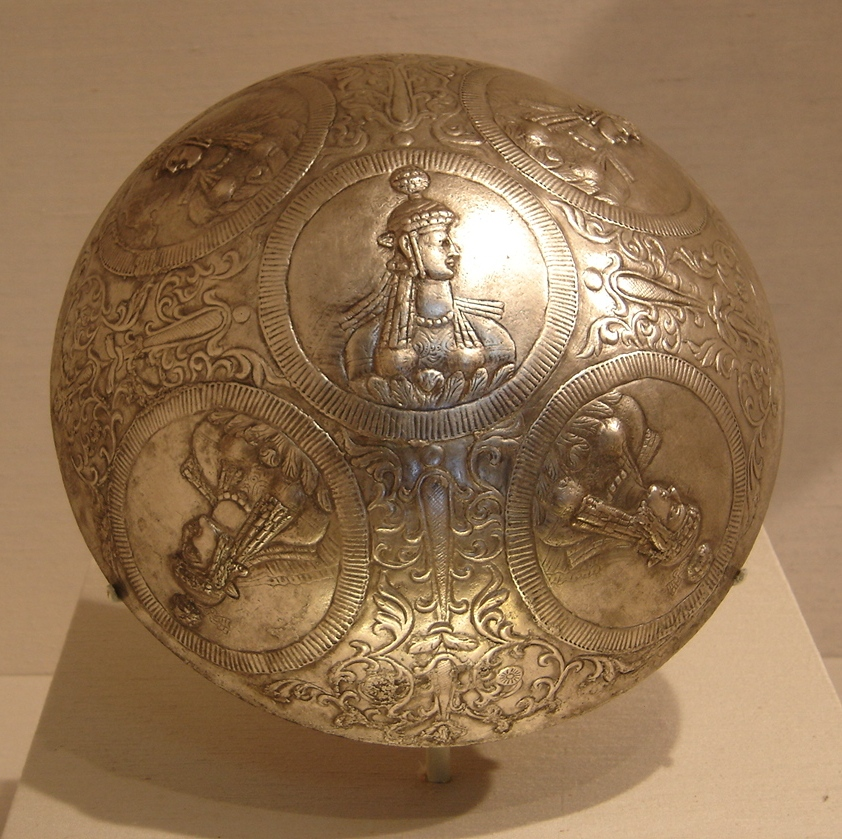
Золотая чаша с изображениями пяти женщин из знатного рода.
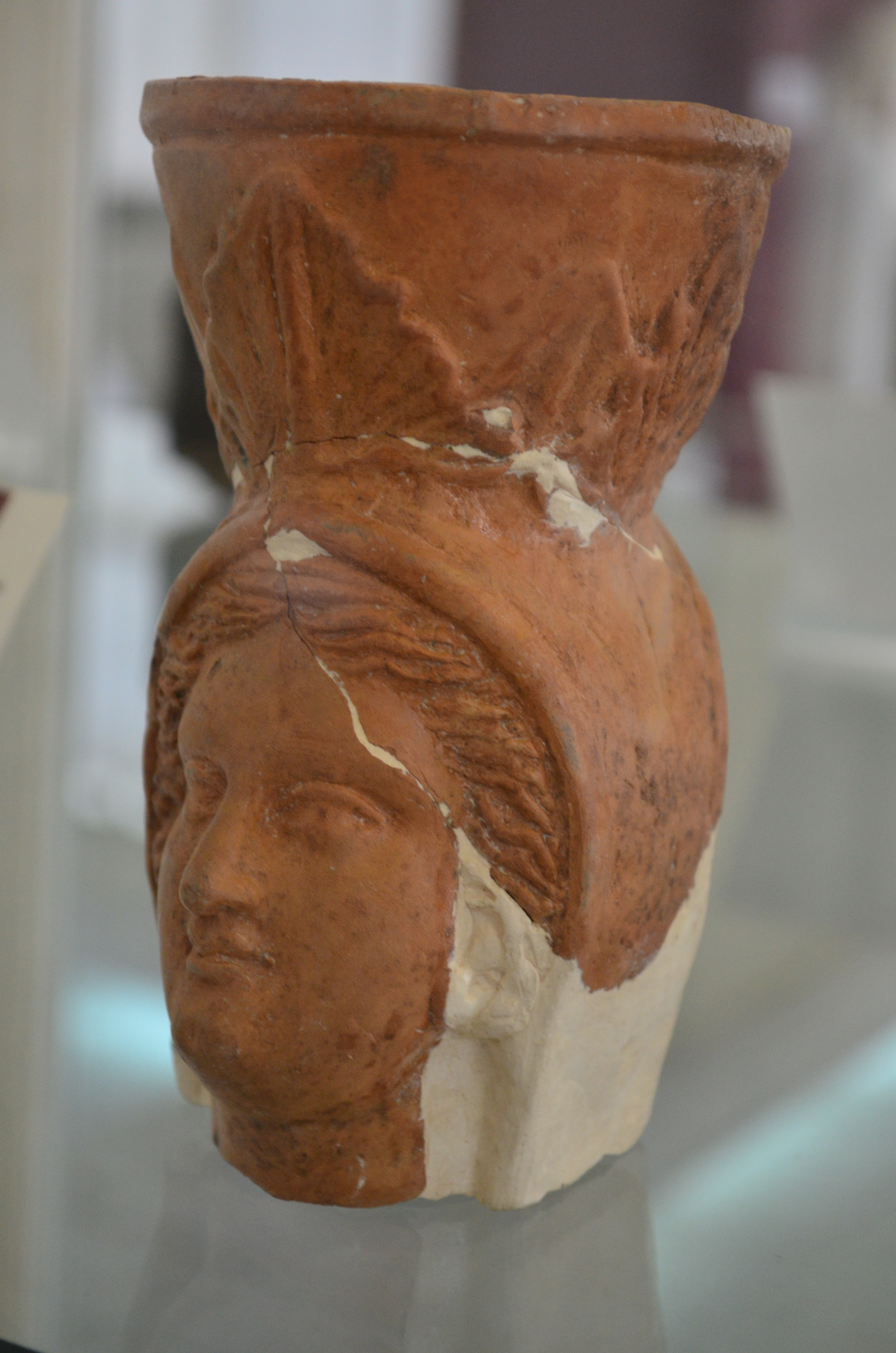
Глиняный сосуд с изображением женщины
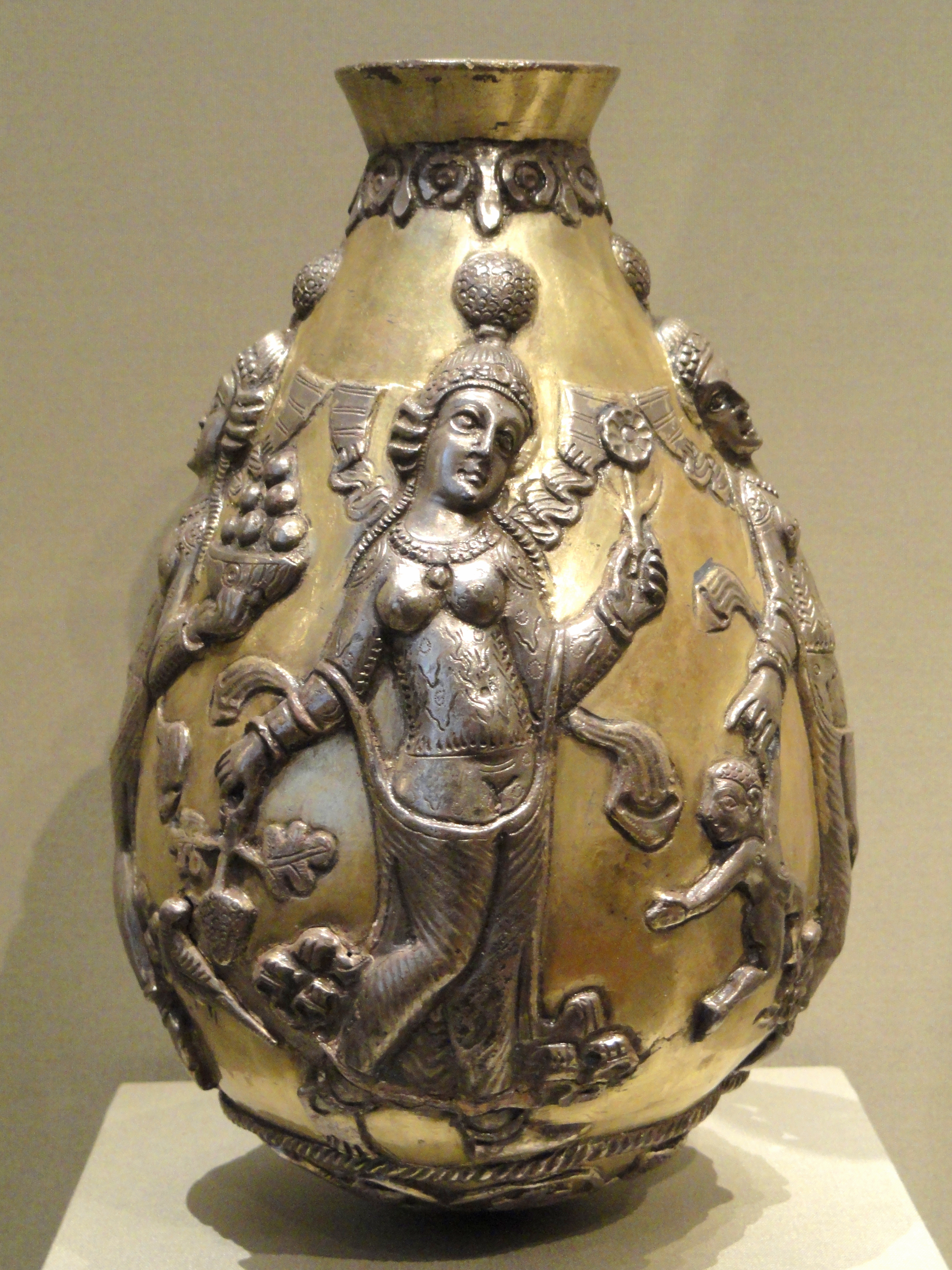
Серебряный сосуд с изображением полуобнажённой женщины
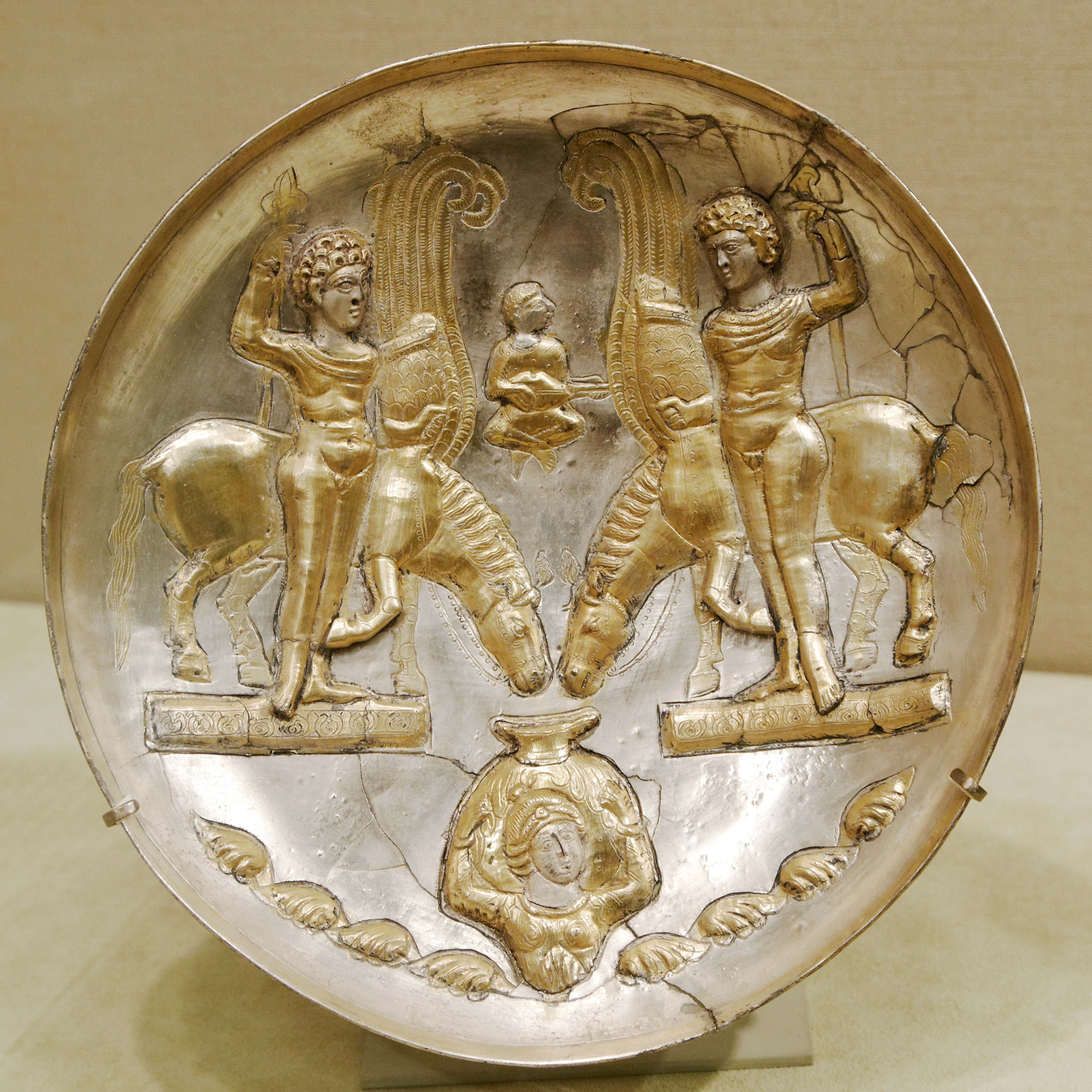
Женщина и мужчина с лошадьми. Золото
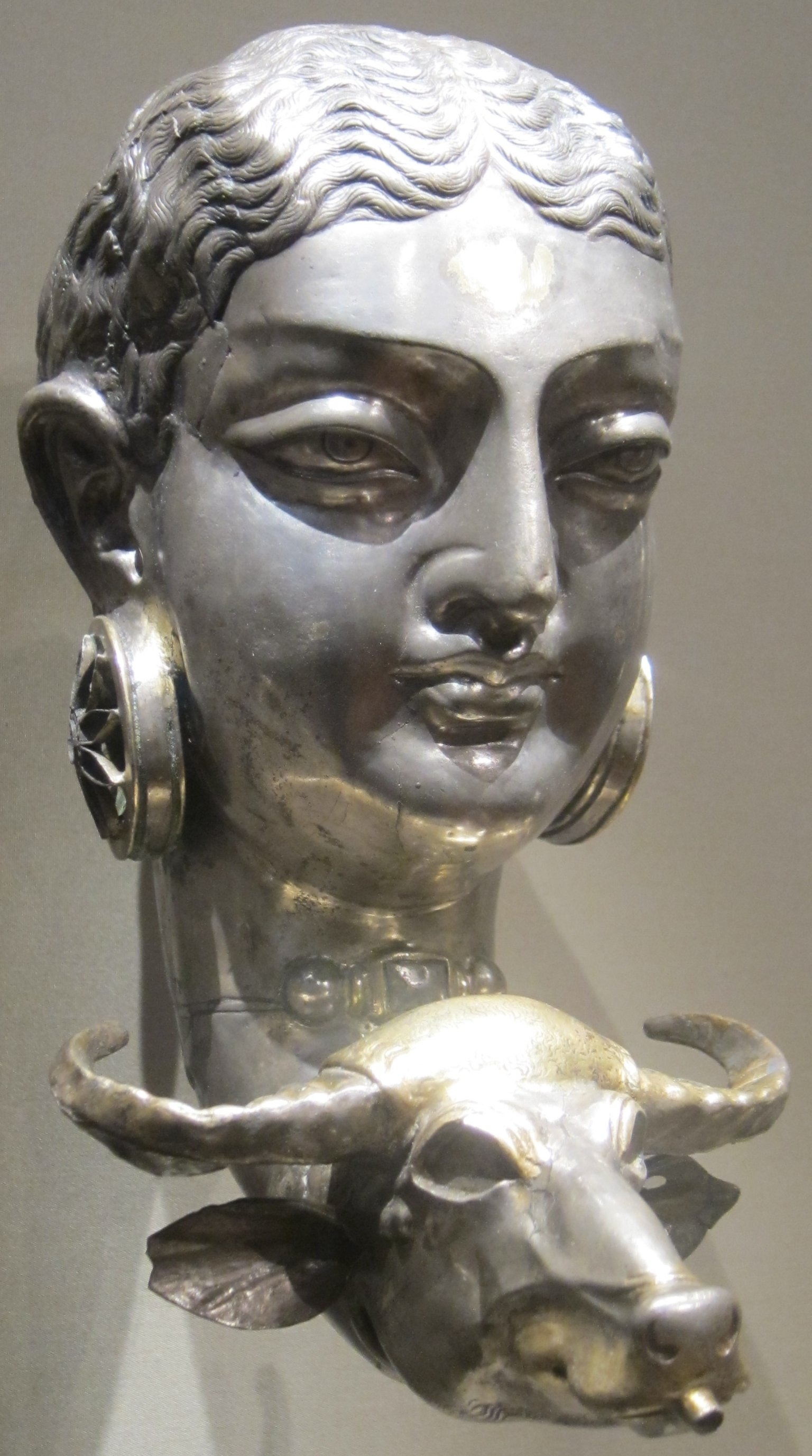
Серебряный портрет женщины с сосудом-ритоном в виде головы быка

### Исламская эпоха
После арабского вторжения в VII веке империя Сасанидов пала. В течение восьми веков вплоть до образования Персидской монархии территория бывшей империи была ареной кровавых междоусобиц между господствующими арабскими кланами, а позже тюркскими и могольскими захватчиками, пришедшими с востока. В этот временной период мало источников, рассказывающих что-либо о женщинах в персидском обществе. Известно, что в ранний исламский период в литературе присутствуют женщины-мусульманки благородного происхождения. Также женщины обладали широкими общественными и политическими правами, которым им предоставили могольские завоеватели. Женщины в эпоху Тимуридов принимали активное участие в политической жизни, присутствовали на светских праздниках и даже могли быть архитекторами. Многие женщины-дворяне обладали огромной властью в кругу своих кланов и могли влиять на их решения и даже судьбу.

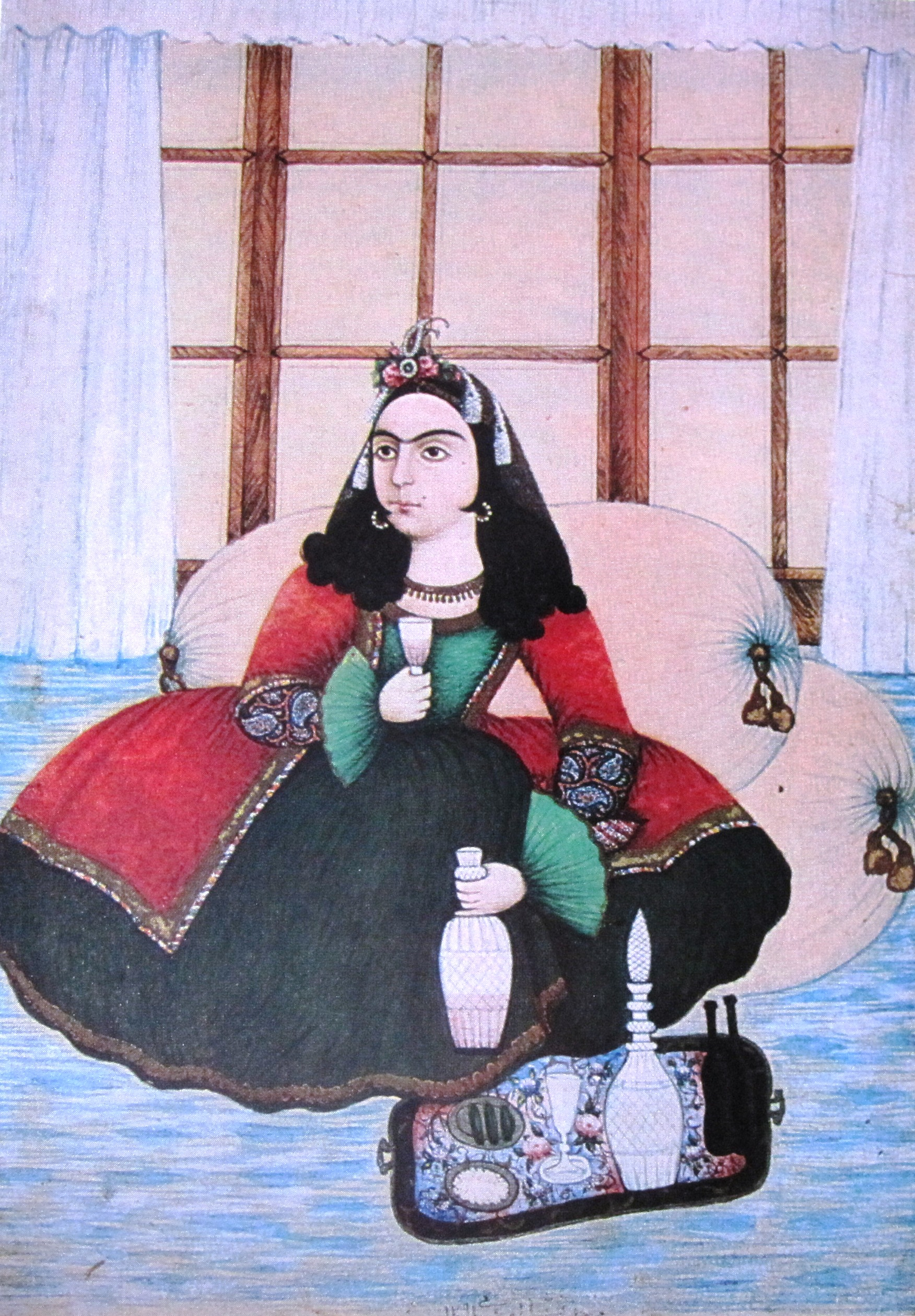
Девушка дворянского рода, 1874 год

Известно, что персидские танцовщицы высоко ценились в китайской династии Тан, часто они исполняли танцы для клиентов. Персидских танцовщиц воспевали в своих стихах многие китайские поэты. Особенно высоко ценились девушки со светлыми волосами и глазами. Китайские правители могли держать персидских женщин в своих гаремах. Известны случаи, когда в эпоху пяти династий и десяти царств китайские монархи женились на персидских танцовщицах. Со временем название персидская женщина (波斯婦) изменило свой смысл и стало обозначать любую женщину-иностранку недальневосточного происхождения.
В эпоху правления Сафавидов в XVI—XVIII веках среди дворянства образуется практика затворничества женщин. Западные гости отмечали, что крайне редко встречались с женщинами, так как те всегда находились в своих женских половинах и избегали общения с незнакомыми мужчинами. Условно женщины делились на 6 основных групп: дворянки или жёны богачей; простолюдинки или представительницы кочующих племён; занимающиеся промышленной деятельностью или прикладным искусством; заключившие временный брак; рабыни и проститутки. Тогда для женщины выйти замуж за грузина или черкеса было более приоритетным, чем за перса, так как первые считались более привлекательными и благонадёжными. Девушка до брака должна была обязательно сохранять целомудрие, в то время как для будущего мужа, чтобы правильно удовлетворять жену, желательно было уже иметь в некоторой степени сексуальный опыт. Замужняя женщина была обязана отдать своё «тело и душу» мужу, быть ему во всём покорной и смиренной. Процесс развода и повторный брак был очень простым, при этом мужчина, разведённый с женой по её инициативе, получал клеймо позора в обществе. Поэтому на развод подавали в основном мужчины, и по закону они были обязаны вернуть жене приданое. В стране была распространена проституция; если, помимо телесного удовлетворения, проститутка умела хорошо танцевать и играть на музыкальном инструменте, её профессия становилась уже почётной: она могла получать большие деньги за свою работу, обслуживая представителей знати. Известно, что шах имел при себе 24 самые талантливые проститутки-исполнительницы. По словам европейских путешественников, нигде, как в Сафавидском царстве, в таких размерах не процветала проституция, поэтому здесь растленные требовали за свои услуги гораздо большие деньги, чем, например, в Европе.
Женщин в эпоху Сафавидов очень часто изображали на персидских миниатюрах, чаще всего — в придворной среде, где они, освободившись от вуали, проводили своё время на женской половине или где-нибудь на природе в уединённом уголке. Часто художники изображали сцены случайного столкновения женщины с незнакомым юношей или как женщина могла подслушивать разговоры мужчин. Помимо этого они могли изображать тайно встречающихся молодых людей, безнадёжно влюбившихся друг в друга. Женский идеал красоты в тот период представлял молодую деву с круглыми чертами лица, сросшимися бровями, белоснежной кожей, тонкой талией и длинными чёрными волосами. Несмотря на затворничество знатные женщины изучали математику, астрономию, физику, язык и другие науки.
В эпоху царствования Каджаров в XIX веке женщины начали проявлять общественную активность и стали требовать от государства создания женских образовательных учреждений для девочек недворянского происхождения. Инициатива встречала отпор со стороны исламского духовенства страны, однако в 1865 году по инициативе Сафиех Езди, жены шейха Мохаммеа Езди, была открыта первая школа для девочек. Сафиех лично подготовила 66 женщин, которые стали учительницами в школе, и сама распространяла на лекциях идеи женского равноправия. На рубеже XX века среди женщин стали появляться первые журналисты и писатели, в 1907 году стал выходить первый женский журнал «Данеш», вскоре в крупнейших городах стали выпускаться десятки разных изданий на женскую тематику.

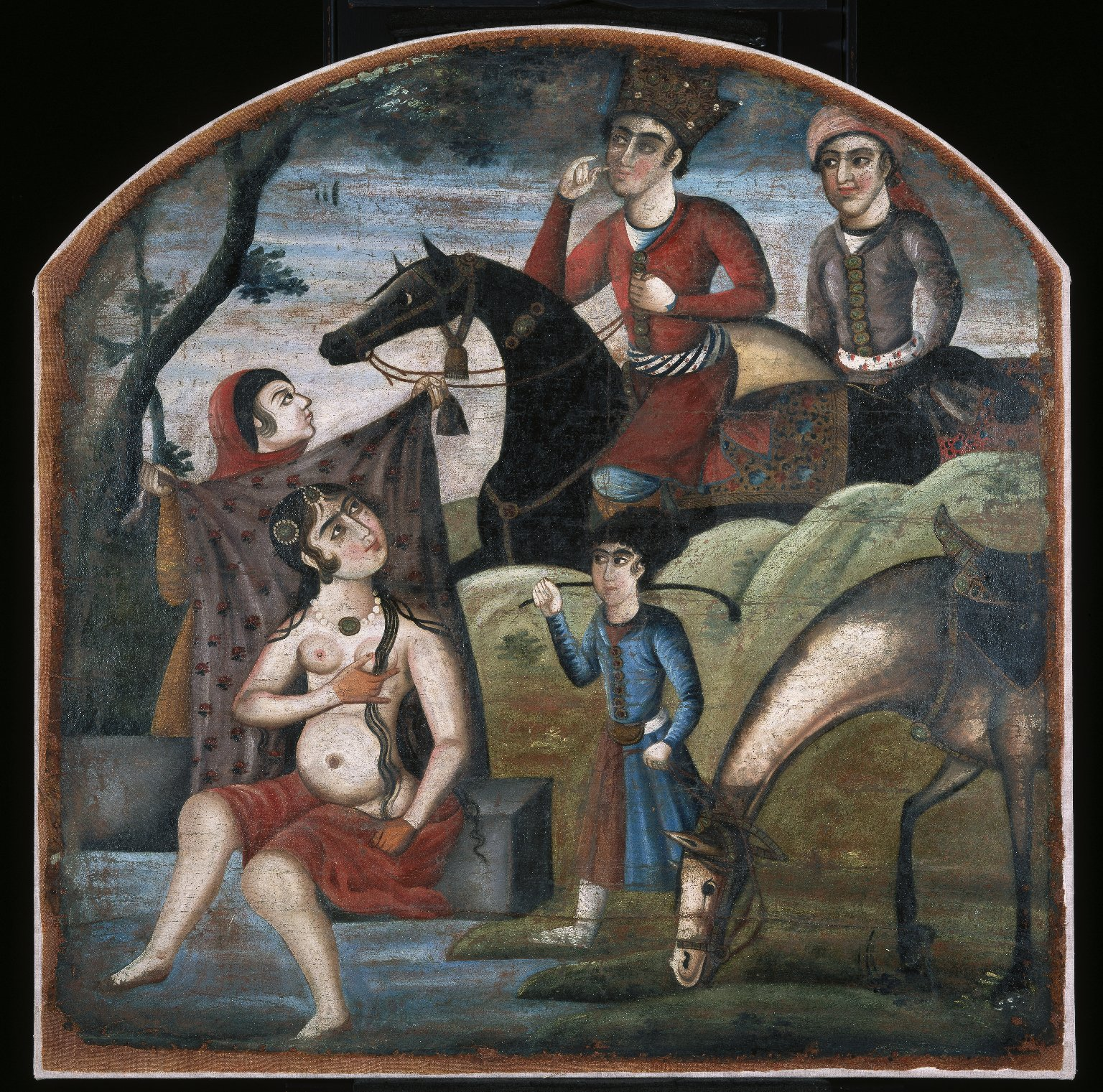
Молодой царь Кей-Хосров сталкивается с купающейся женщиной, картина середина XVIII века.
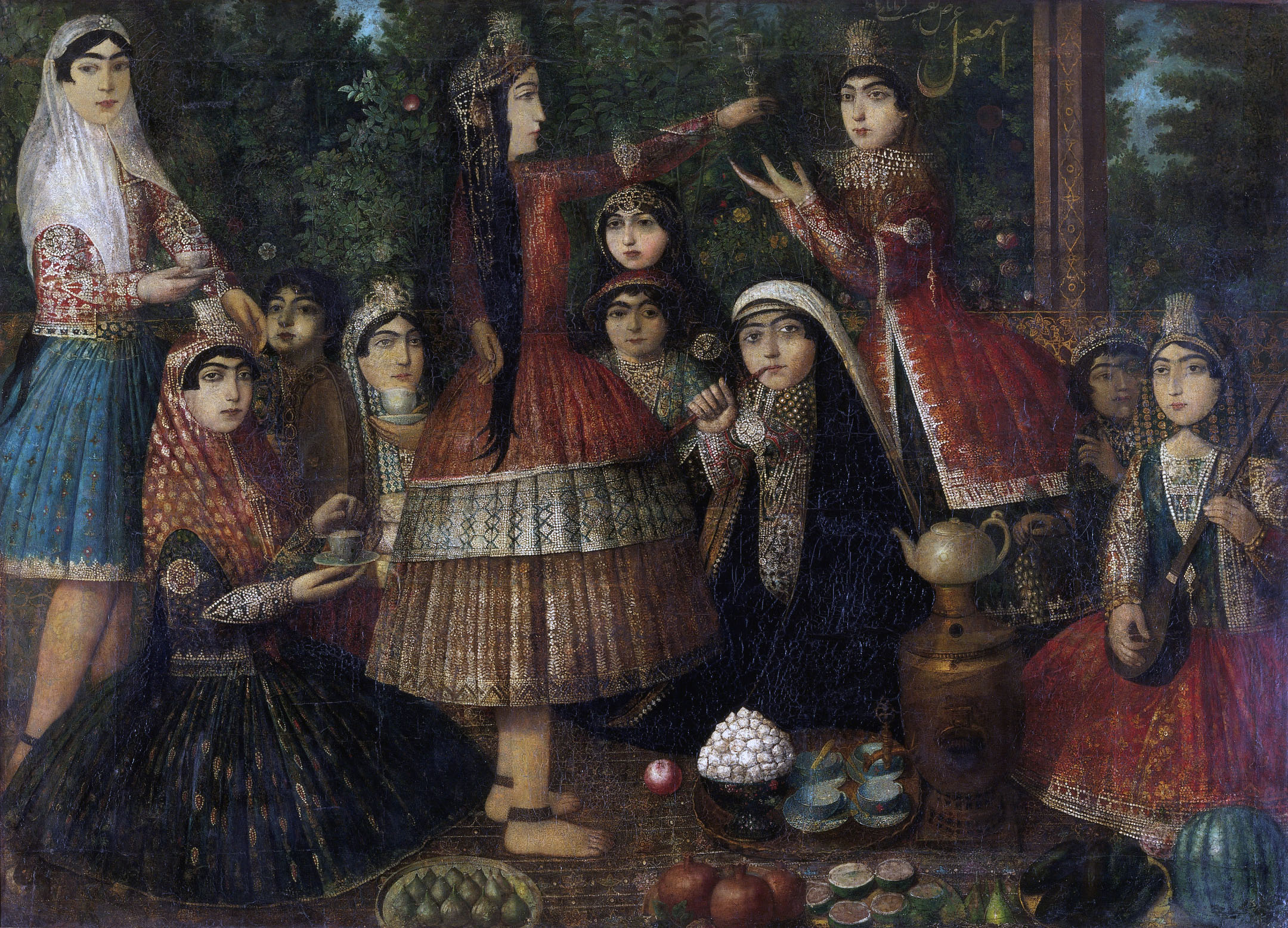
Женщины за танцем, 1860—1875 год
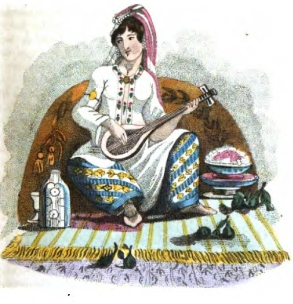
Женщина в гареме, западная гравюра
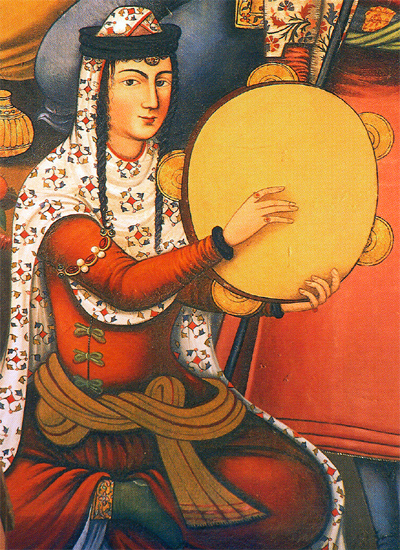
Женщина — придворный музыкант
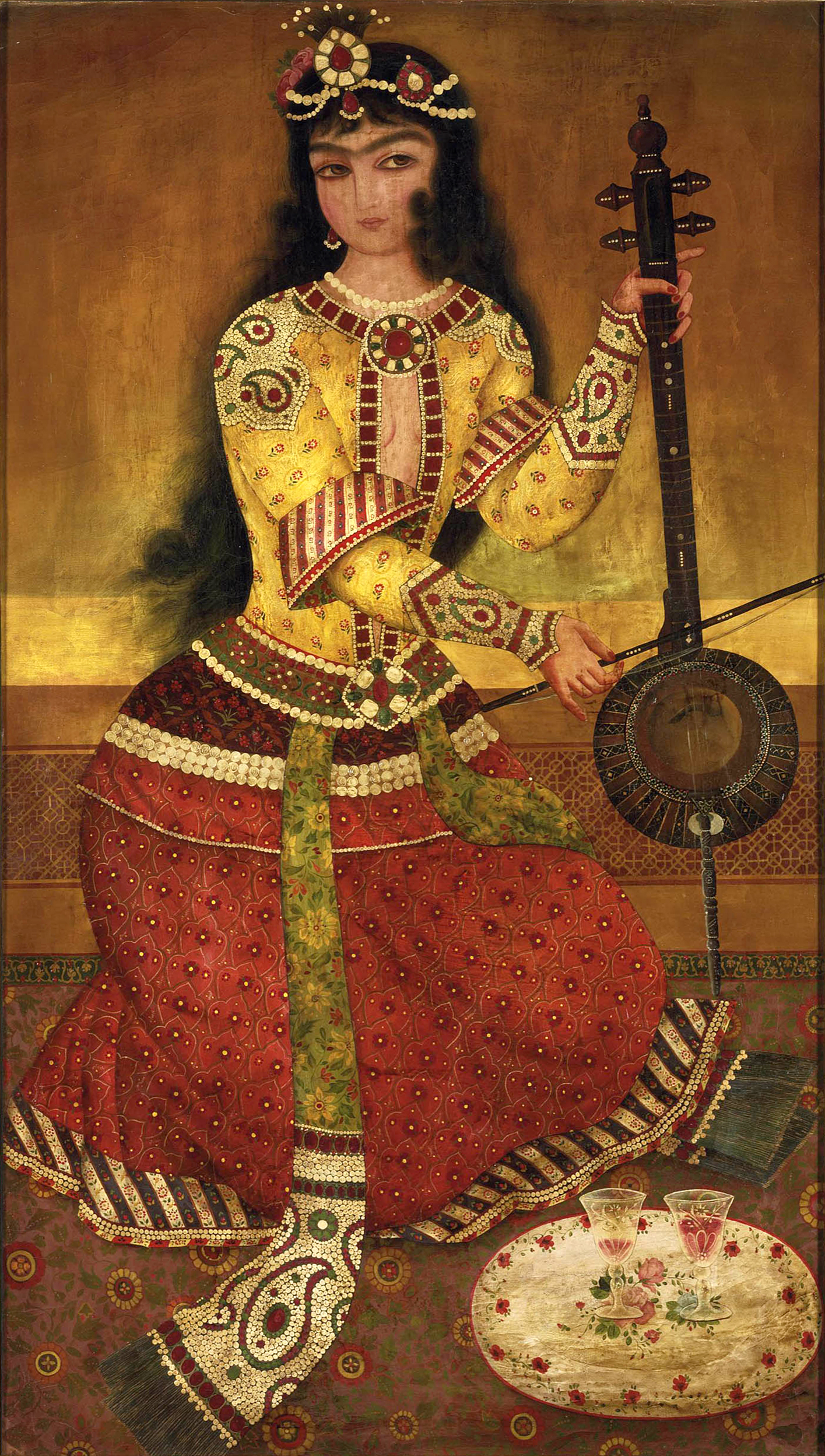
Женщина — придворный музыкант
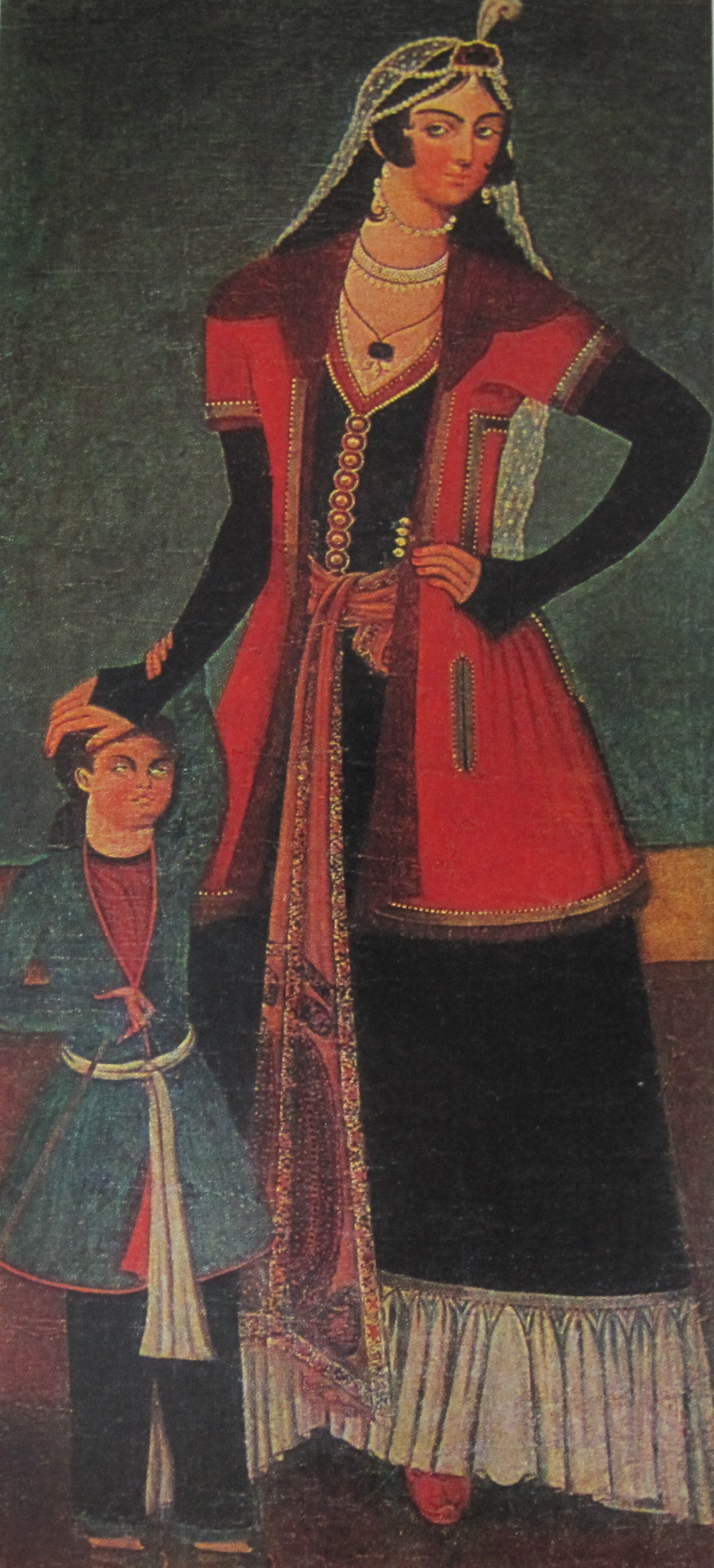
Женщина и мальчик, середина XIX века.
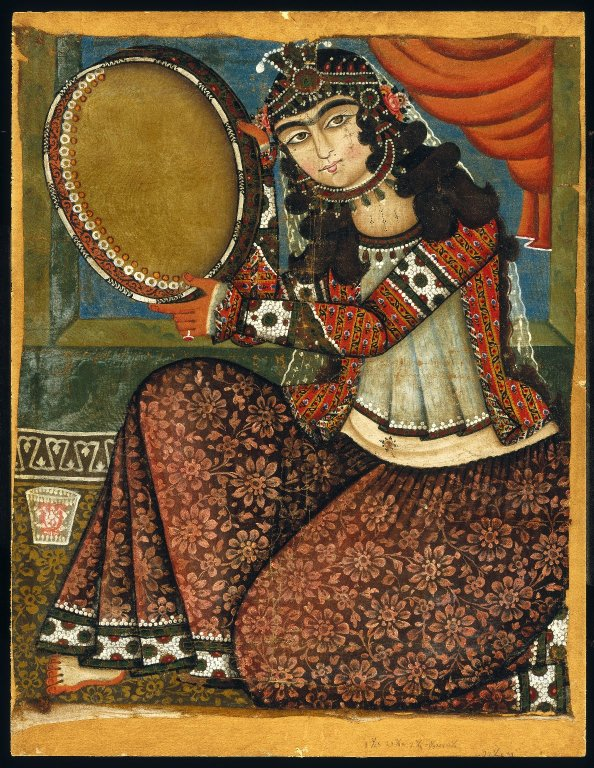
Женщина-музыкант, XIX век
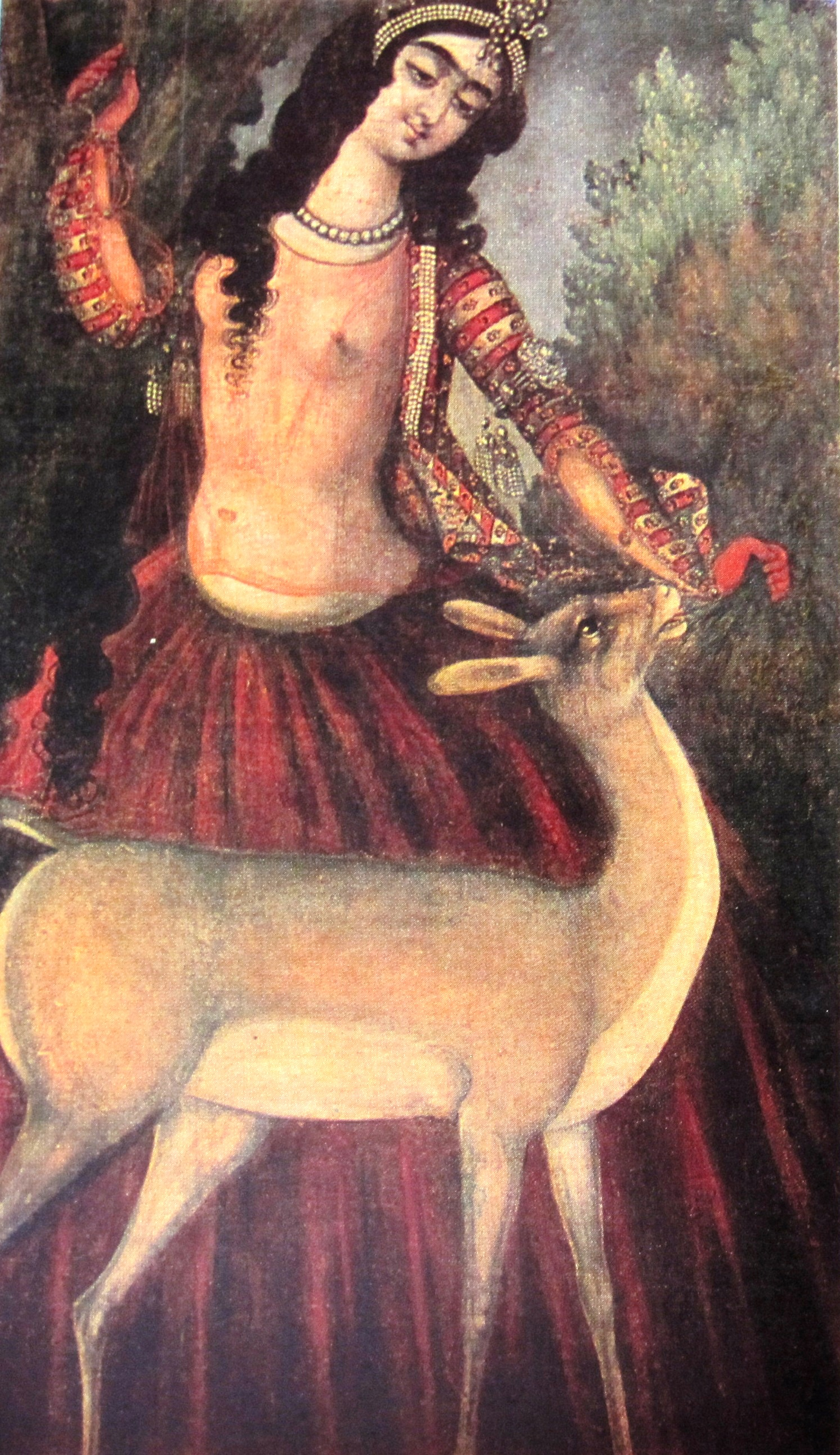
Девушка с оленёнком, XIX век
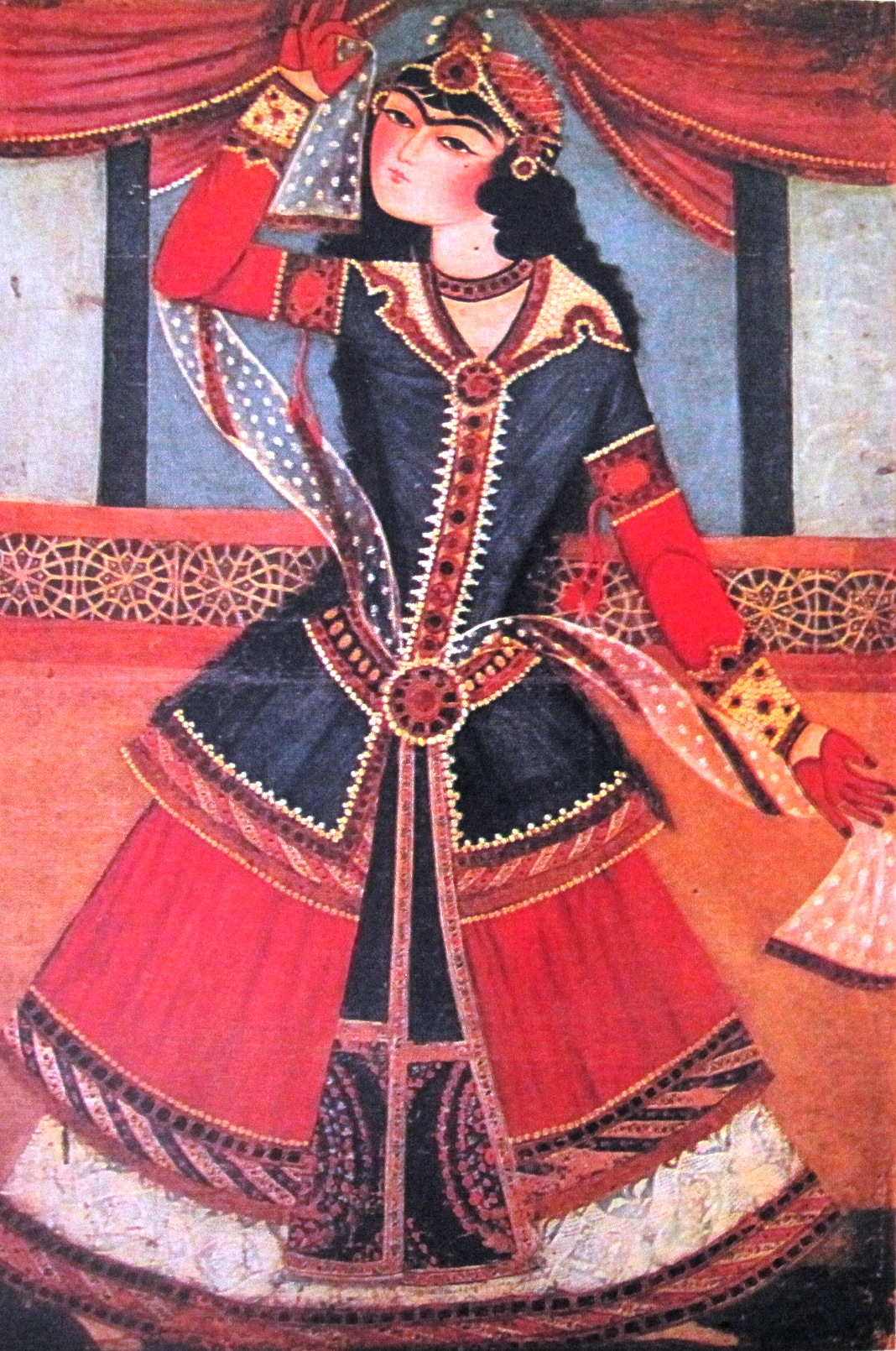
Танцовщица, XIX век
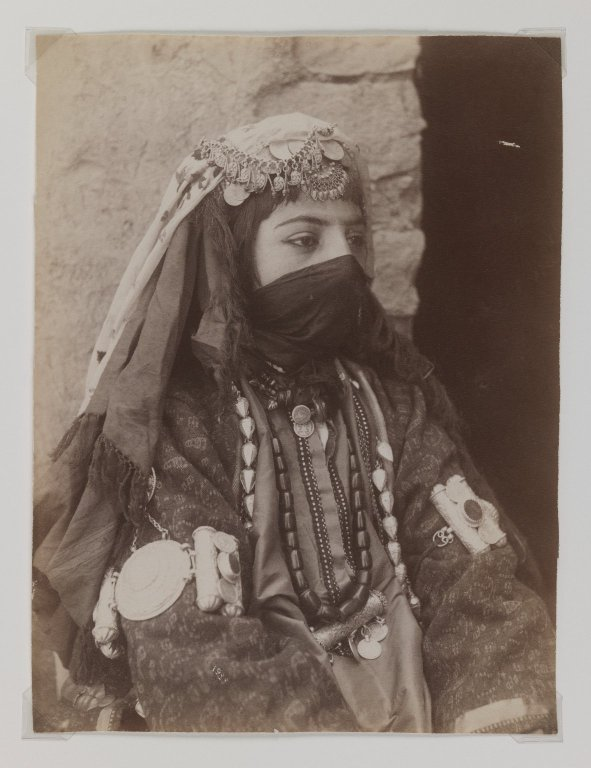
Фотография принцессы из семьи Шаха, фотография сделана на рубеже XIX и XX веков.
Женщина курит Кальян, 1900 год
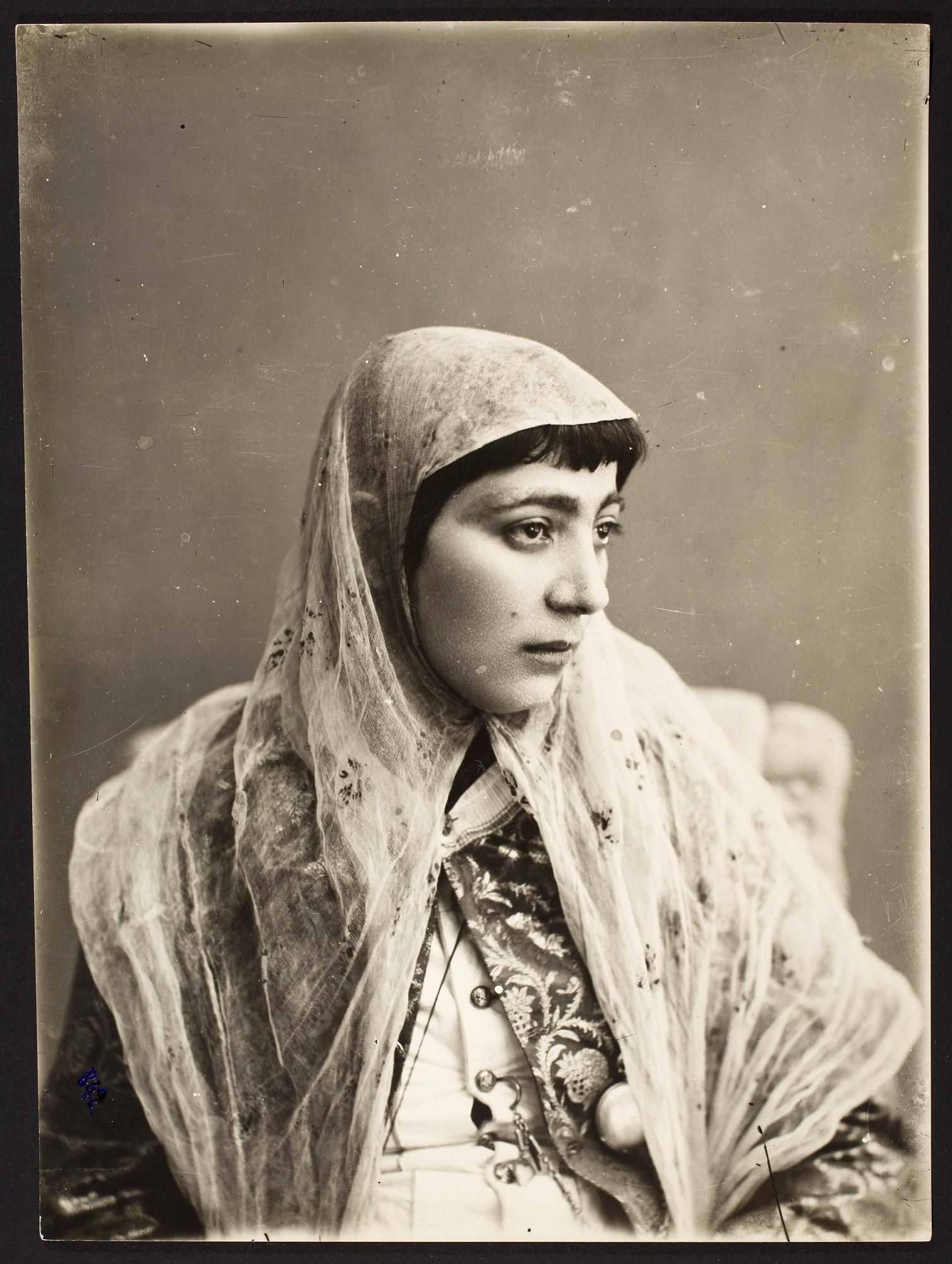
Иранская женщина
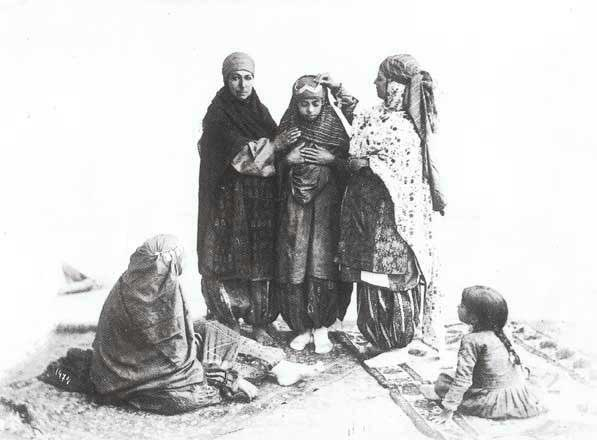
Группа из трёх женщин и двух девочек, XIX век
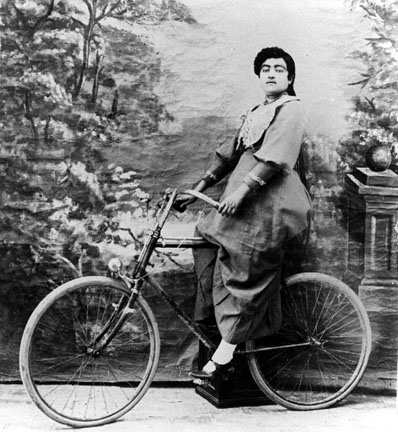
Женщина дворянского происхождения на велосипеде
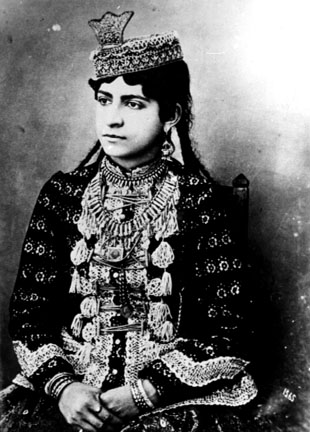
Женщина дворянского рода, XIX век
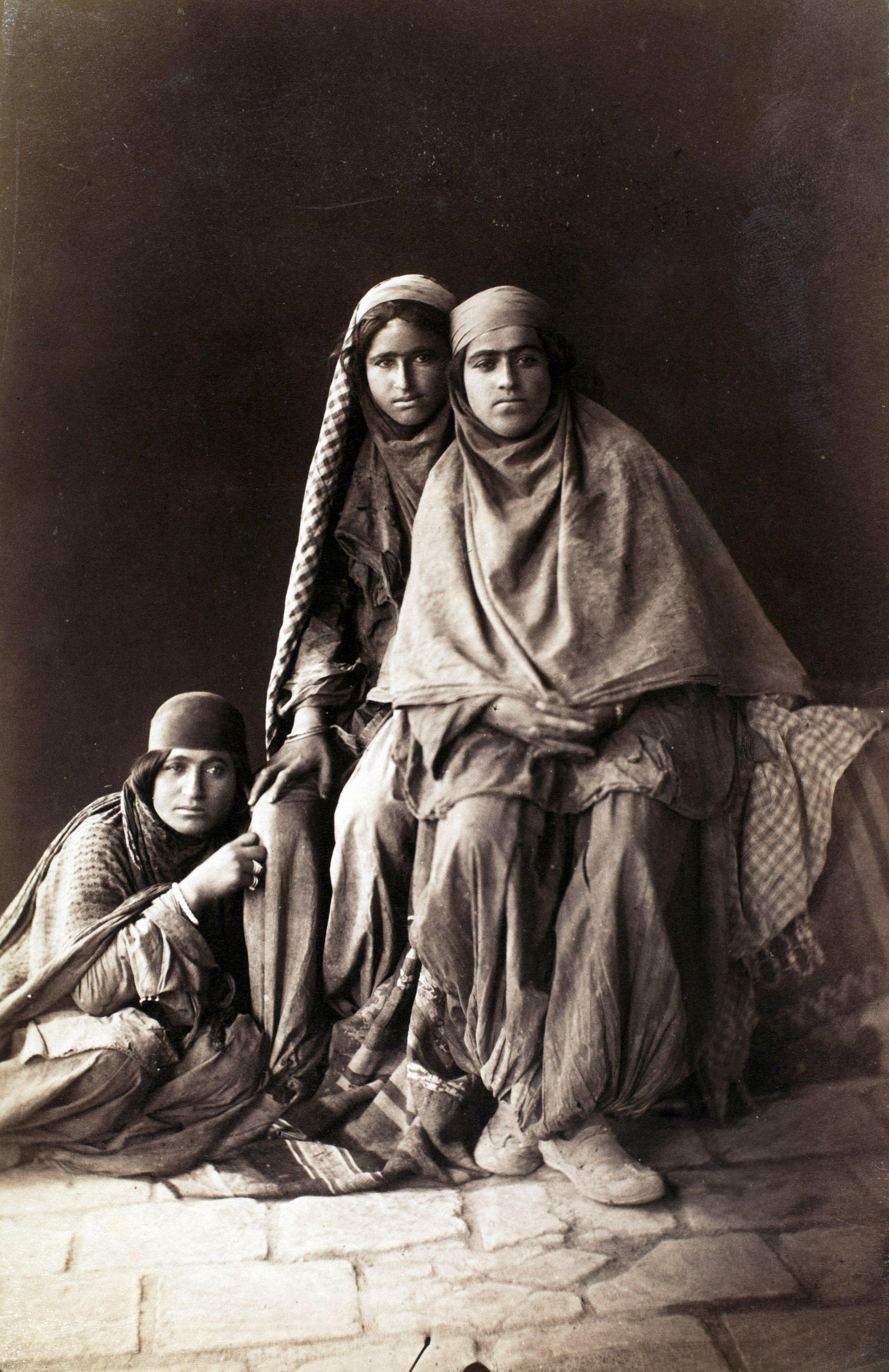
Женщины из числа простолюдин, XIX век

### Династия Пехлеви (1925—1979)

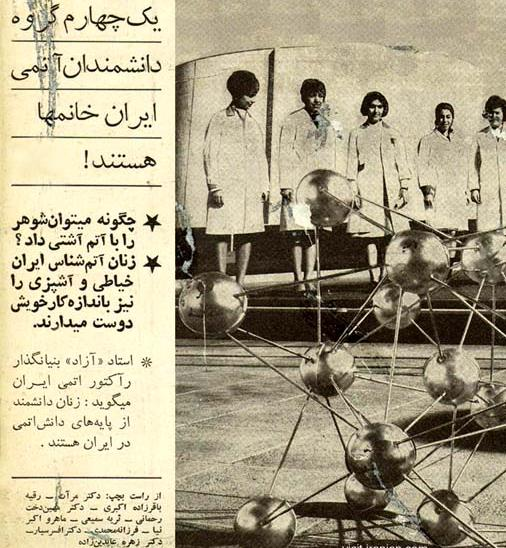
Женщины-студентки в Тегеранском университете, 1968 год

Период династии Пахлеви известен как эпоха индустриальной революции в стране и реформ, предоставивших женщинам широкие права, которую начал шах Реза Пехлеви. В 1928 году впервые женщины получили государственные средства на получение образования за рубежом, в 1935 году — право учиться в тегеранских университетах, а с 1944 года начальное образования для женщин стало обязательным. В стране стали организовываться женские конгрессы, в которых принимали участие женщины из стран Ближнего Востока. Однако не все реформы носили доброжелательный оттенок, так, например, любые женские правозащитные организации, существующие до 1925 года, были запрещены. А после указа от 8 января 1936 года, запрещающего носить женщинам хиджабы, полиция начала массово сдирать платки с женщин, даже если те были очень религиозными. Это привело к массовому затворничеству религиозных женщин, особенно старшего поколения, сделав их ещё зависимее от родственников, в результате закон был отменён в 1941 году.
Женщины (как и мужчины), распространяющие иную точку зрения, преследовались властями и подвергались суровым наказаниям. Однако положение женщин в общем в значительной степени улучшилось, давая им возможность принимать активное участие в политической и общественной жизни страны. У женщин появилась возможность получать образование и устраиваться на работу по собственной воле. Большинство работающих женщин с образованием поддерживали запрет на ношение вуали как символа угнетения.
Следующий правитель Мохаммед Реза продолжил политику реформ, предоставив женщинам возможность реализации избирательного права, вскоре в иранский парламент вошли несколько женщин, появились женщины-министры в Кабмине и женщины-судьи. В 1967 году в силу вступили законы «о защите семьи», в частности защищающие права замужних женщин и детей от насилия и защищающие права разведённых женщин. В частности, если для развода было достаточно того, чтобы мужчина трижды произнёс слово таляк, то после реформ обе стороны должны были обратиться суд, к тому же если мужчина хотел брать в жёны вторую женщину, то по закону он обязан был получить разрешение от первой жены, также была повышена планка на минимальный возраст для вступления в брак — с 13 на 18 лет, однако в сельской местности продолжали практиковать ранние браки до 17 лет, в частности, по данным на 1971 год, 37 % девушек вышли замуж до 13 лет, а 57 % в возрасте от 14 до 18 лет. Со второй половины XX века женщины в Иране играли весомую роль в политике, дипломатии, судебной системе, женщины работали также в полиции. Среди наиболее влиятельных женщин того времени были министр образования Фаррухру Парса, правозащитница Ширин Эбади, ставшая впоследствии лауреатом Нобелевской премии мира.
В этот период образуется множество правозащитных женских организаций, которые образовали в 1966-м году коалицию Женские организации Ирана.
В 1960-е годы в кругах интеллигенции, в том числе и женщин, всё большую популярность стали приобретать идеи исламского фундаментализма — в противостояние диктатурной политике Мохаммеда Резы, не приемлющей инакомыслия в любой форме.

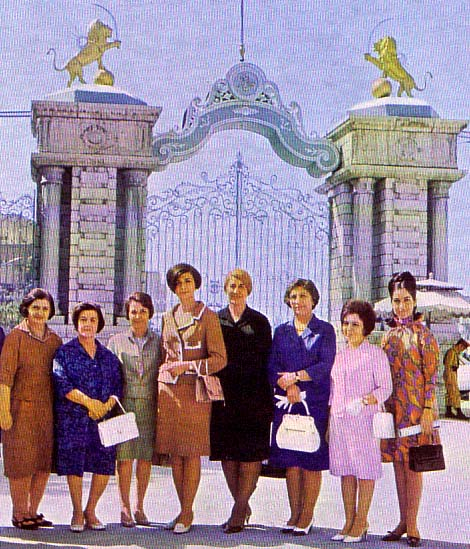
Женщины-парламентарии, 1970 год
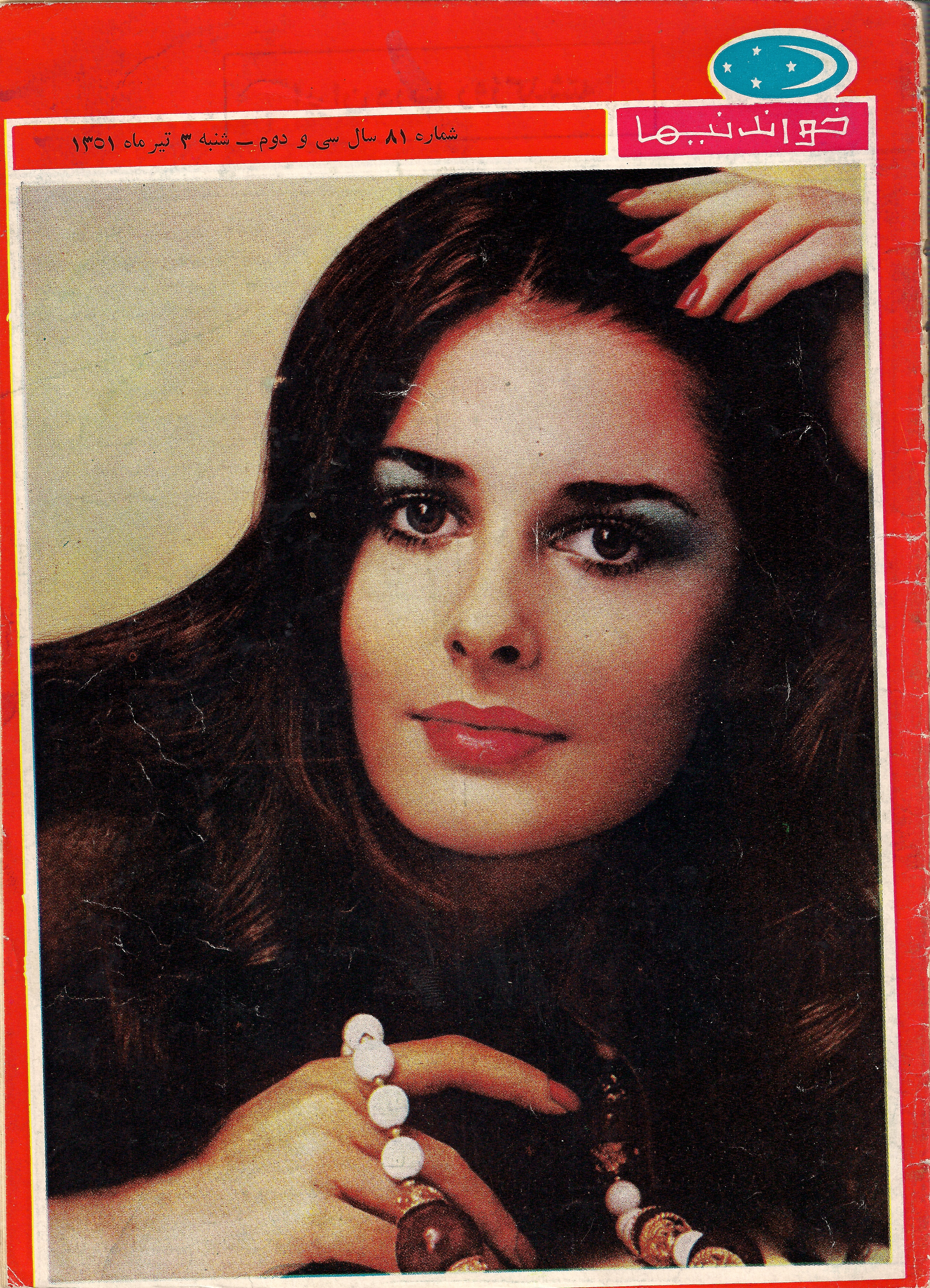
1972. Обложка журнала Ханданиха, выпускавшегося в 1940—1979 гг.
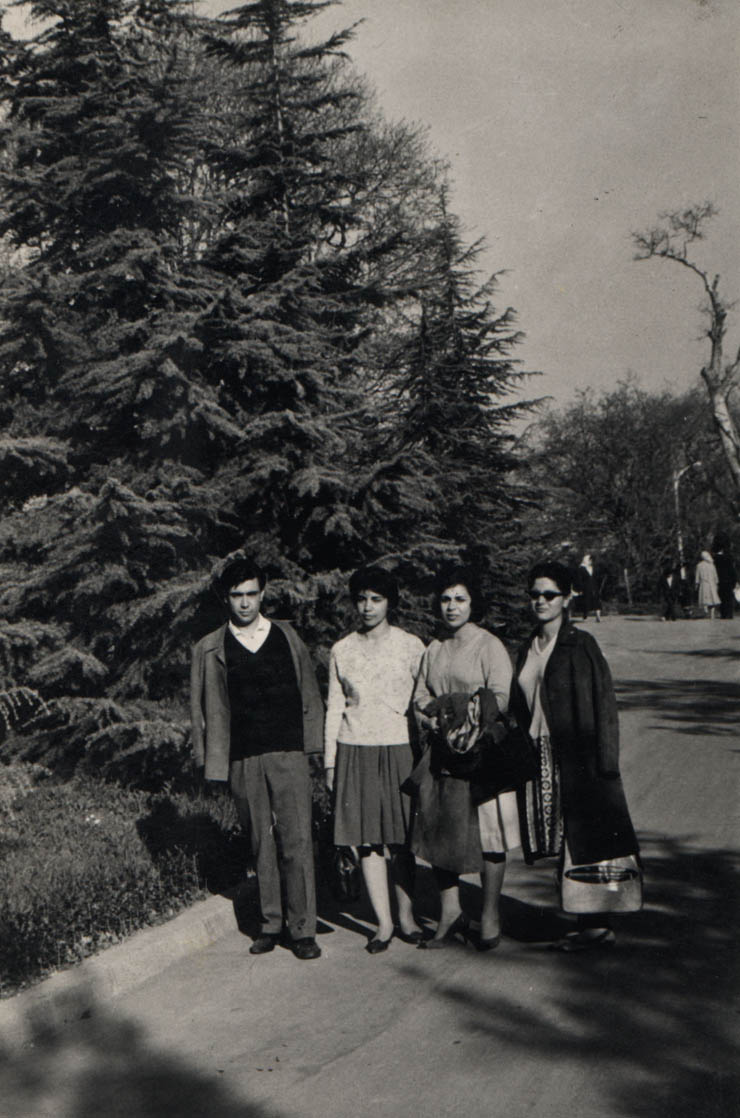
Женщины на прогулке
Одна из иранских фотомоделей, фотография из журнала, 1971 год

### Исламская республика
К концу правления династии Пехлеви женщины обладали обширными правами, не имеющими аналогов в истории Ирана и Персии, поэтому во время исламской революции женщины играли в ней очень важную роль, принимая участие — в составе многочисленных женских организаций — в общественных протестах и уличных демонстрациях. Однако по приходе новой власти в Иране, которая избрала консервативный ислам и нормы шариата новой идеологией страны, большинство прав, предоставленных женщинам последними шахами, были отменены или объявлены вне закона. В частности, был отменён закон «о защите семьи», защищавший женщину от насилия и авторитарности мужа, как противоречащий ценностям ислама. Фаррухру Парса — первая в истории женщина-министр Ирана, была казнена во время революции. Новый закон обязывал женщин покрывать тело и голову согласно исламским предписаниям. Новый правитель Ирана — Аятолла Хомейни — объявил, что для него образом «идеальной женщины» является Фатима — дочь пророка Мухаммеда, отличавшаяся своей особой преданностью перед мужем и богобоязненностью. Он заявил, что Фатима должна стать образцом подражания для каждой женщины Ирана.
Сначала введённые ограничения в правах вызвали массовые протесты среди женских организаций, которым даже удалось организовать несколько уличных демонстраций. Вскоре, однако, Хомейни приказал преследовать и наказывать всех, кто противится новому режиму Ирана и его официальной идеологии. Новой властью были приняты законы, разрешающие многожёнство у мужчин и побиение камнями женщин за «нарушение порядка» и измену мужу.

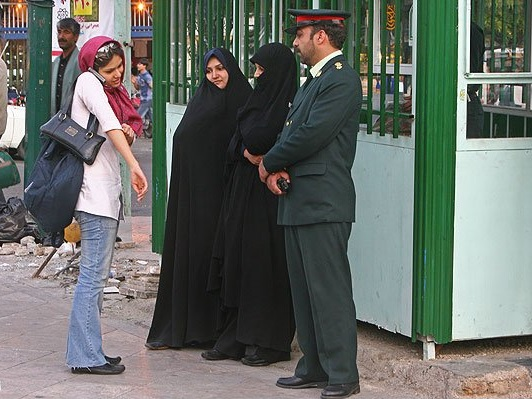
Назидательный патруль в Тегеране требует от женщины прикрыть одеждой руки

Сегодня в Иране женщины по-прежнему обязаны покрывать голову, если рядом находятся чужие мужчины, в том числе и на улице; покрывать тело до кистей рук и ноги по щиколотку. На практике многие девушки молодого поколения соблюдают данное правило лишь формально, нося обтягивающую одежду и пуская из-под платка волосы, зачастую превращая его в элемент украшения, однако они рискуют нарваться на «назидательный патруль», который может провести с девушкой «воспитательную беседу». По закону девочка должна «покрываться» с девяти лет, а на практике этого требуют уже от шестилетних учениц первого класса — при том, что образование для девочек и мальчиков раздельное. Одежда должна быть тёмной (в идеале — чёрной). Светлые же тона считаются «развратными» для женщины. Во многих мечетях, государственных учреждениях и университетах от женщин требуется ношение чадры, которая, как правило, выдаётся напрокат тем женщинам, которые пришли без неё. Такая же ситуация складывается в аэропорту, где туристку, не знакомую с формой одежды (дресс-кодом), могут заставить надеть подаренную ей чадру.
Другое ограничение заключается в запрете пения. Исключение составляют лишь народные песни, женские ансамбли и хоры, при условии, что там не будет слышен отдельный женский голос. Женщинам также запрещено танцевать в присутствии мужчин. Если танцы совершают в рамках традиций кочевые племена, то государство, как правило, в их дела не вмешивается, но если в городе организовывается вечеринка или свадьба, то она часто становится объектом внимания полиции нравов, так как там чаще всего нарушается запрет на совместные танцы с мужчинами. На этой почве в Иране уже происходили громкие скандалы вокруг иранских звёзд.
Женщинам запрещено находиться на футбольных стадионах под предлогом, что агрессивное поведение и ненормативная лексика болельщиков могут «навредить тонкой психике женщины». Данное ограничение является для общества «больным вопросом», так как футбол в Иране пользуется большой популярностью и многие матчи могут смотреть большинство женщин по телевидению. 
Общественный транспорт также делится на женский и мужской, для женщин, как правило, отведены последние вагоны.
Женщины не могут быть судьями, так как, по мнению правительства, «излишне эмоциональная женщина не способна принимать рациональные решения». По такому же критерию голос женщины в суде имеет низшую ценность. Если происходит несчастный случай, повлёкший за собой смерть, виновник происшествия платит семье погибшей женщины в два раза меньше, чем в том случае, если погибший — мужчина. Когда женщина заключает брак с мужчиной, она должна внимательно прочитать брачный договор и вычеркнуть из него дискриминационные пункты, в противном случае муж может иметь право, например, запретить жене выходить из дома.

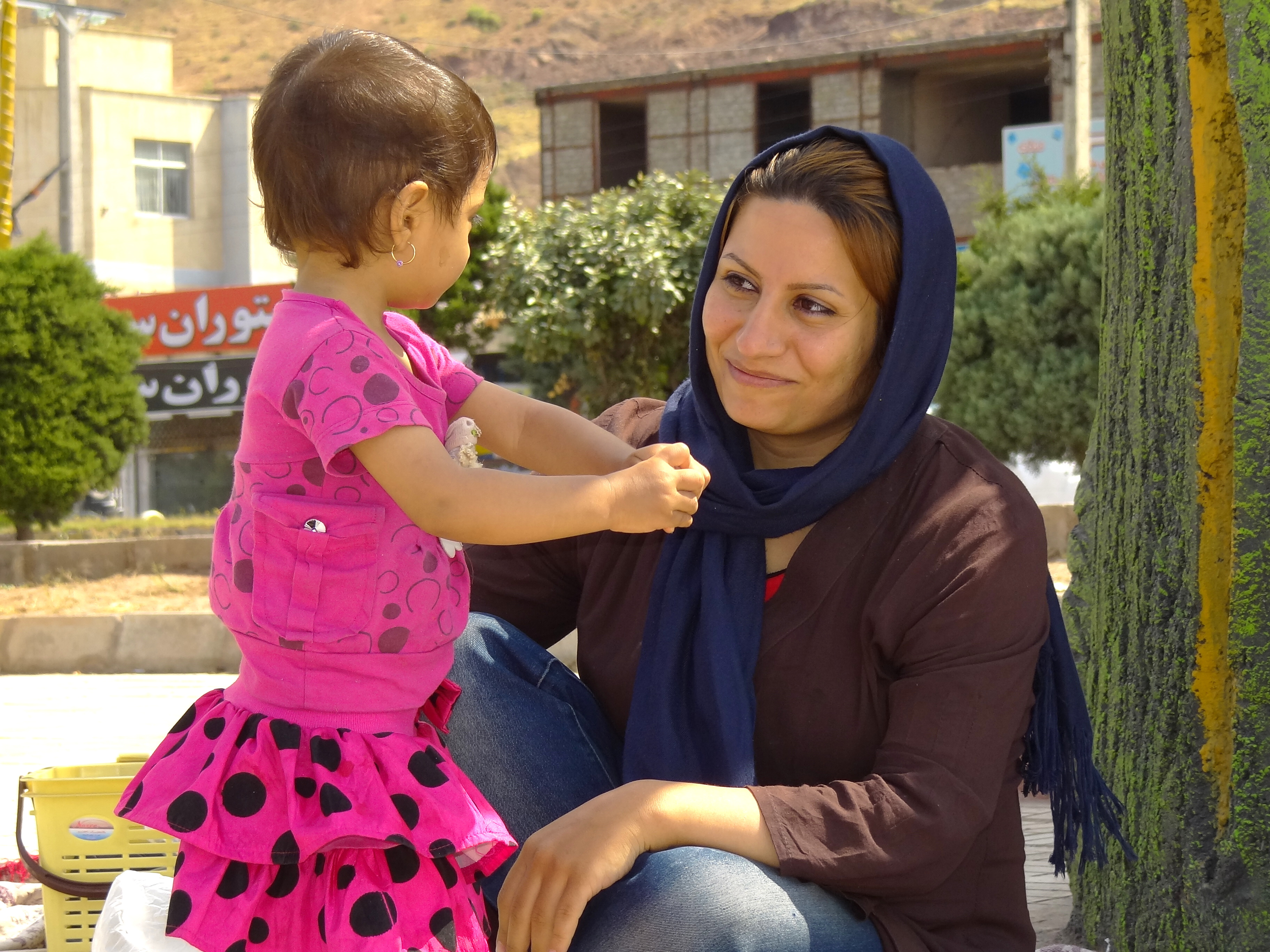
Мать с ребёнком, 2012 год
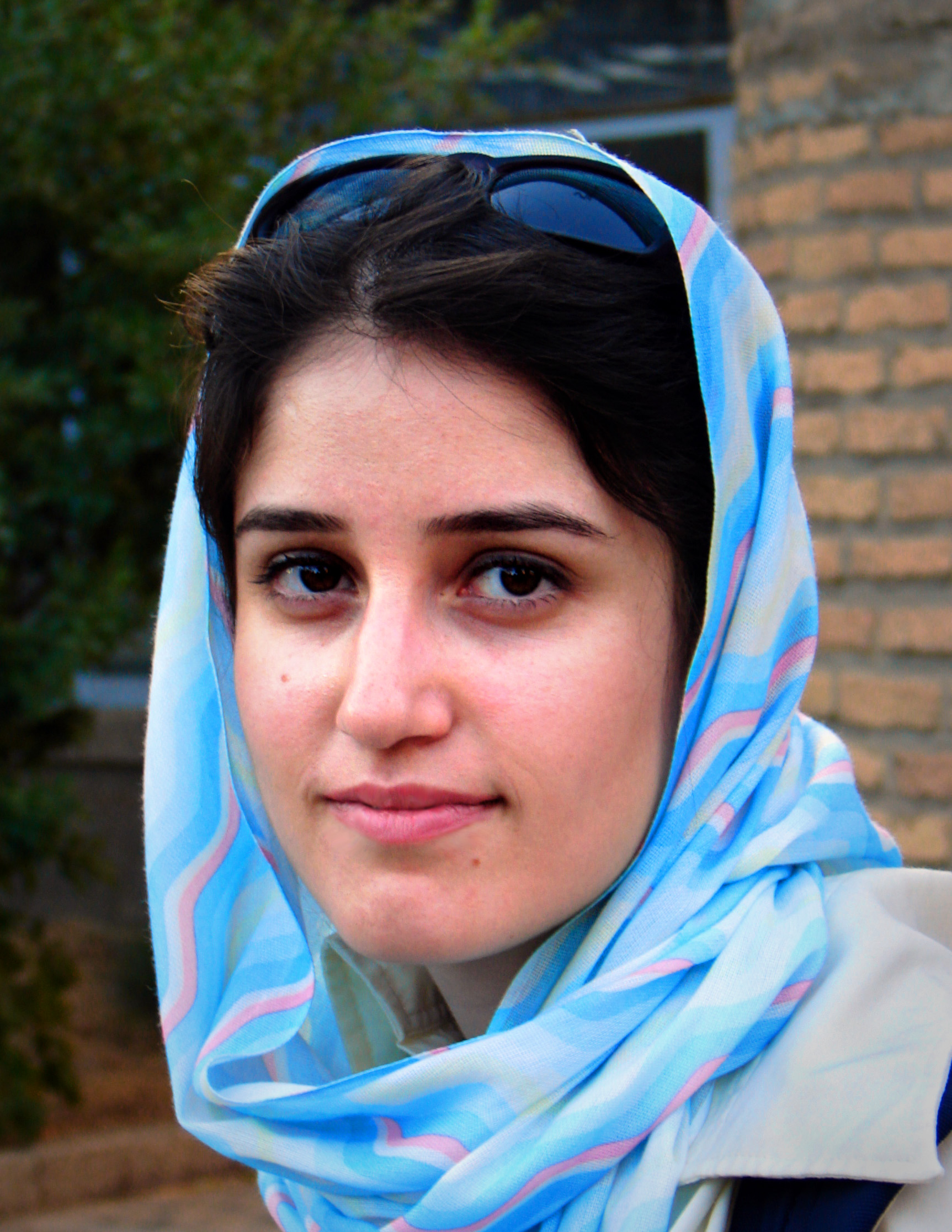
Портрет молодой девушки, 2006 год
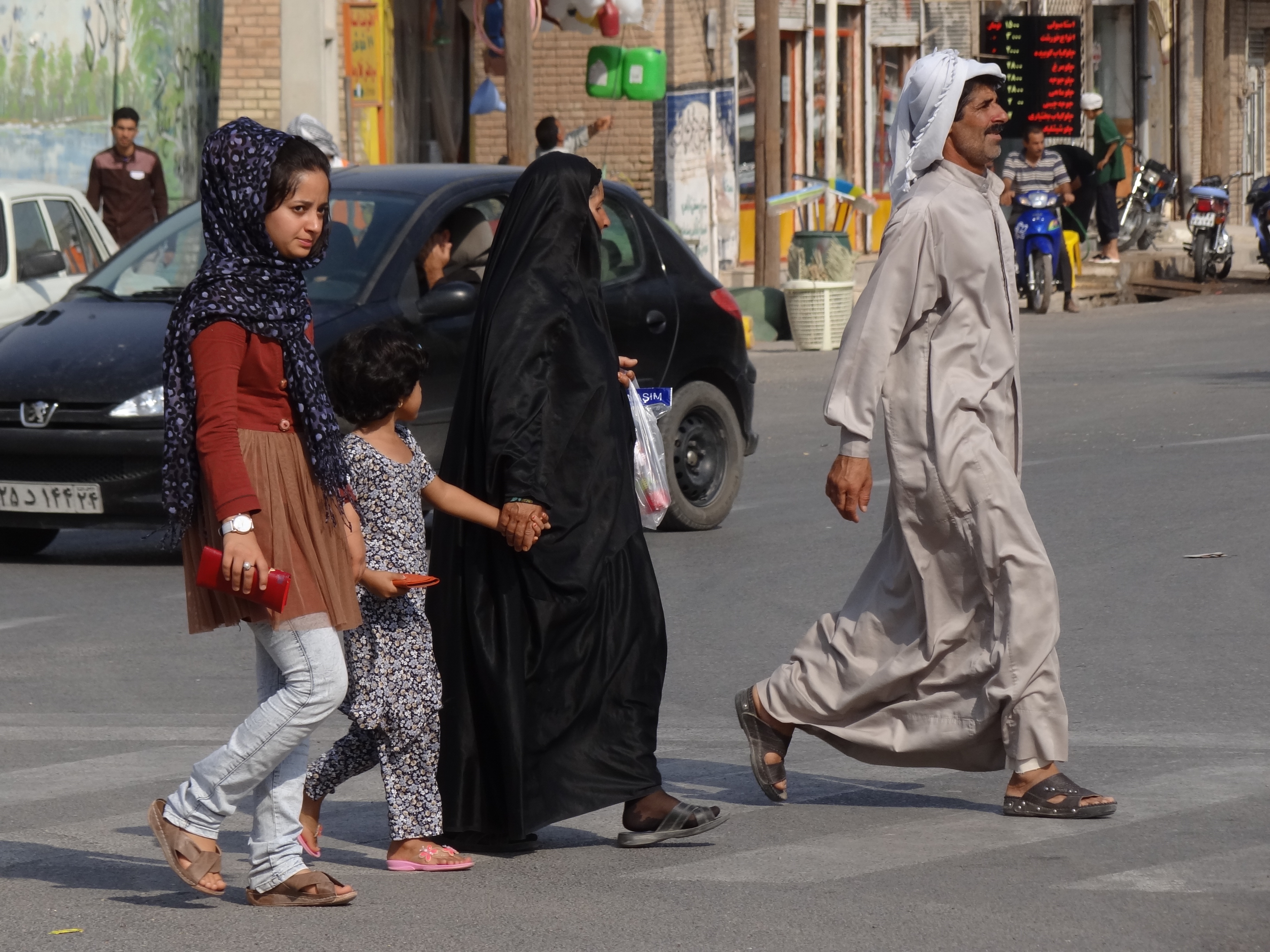
Семья в городе Шуш, видна разница в строгости соблюдения формы одежды между матерью и её старшей дочерью
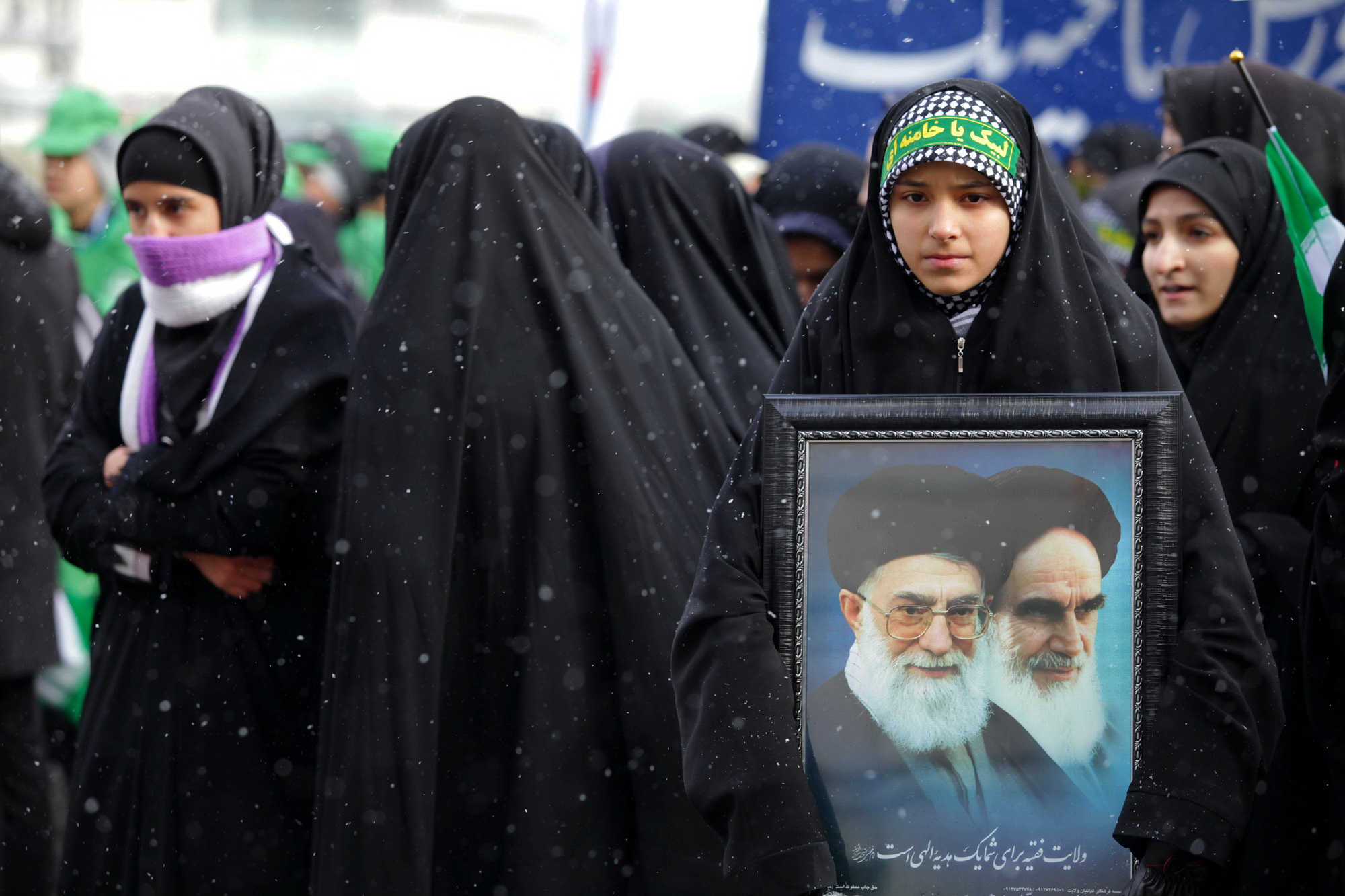
Консервативные сторонницы Аятоллы Хомейни
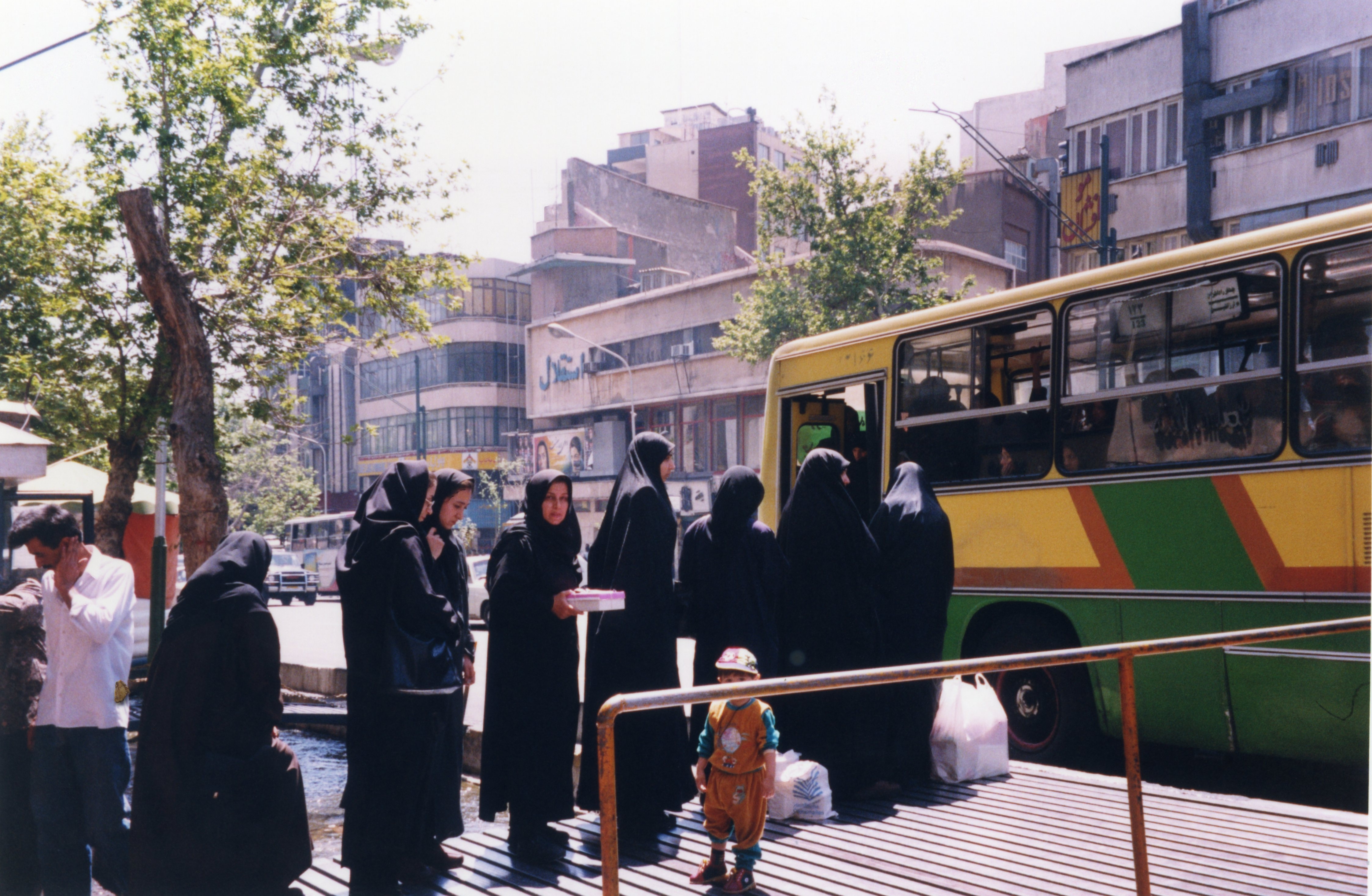
Женщины ждут своей очереди на автобус, 1999 год
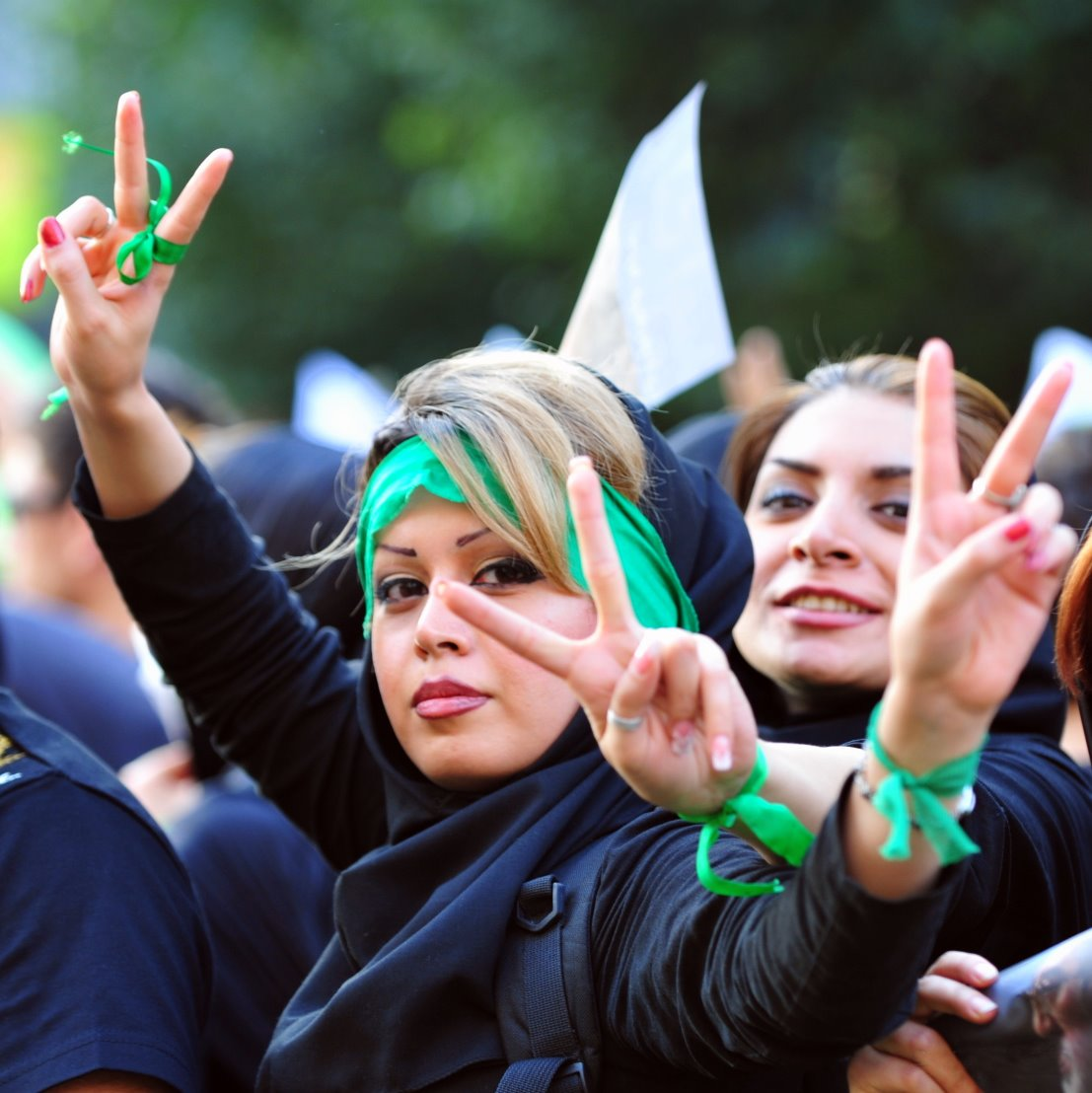
Феминистки Ирана во время Зелёной революции, 2009 год
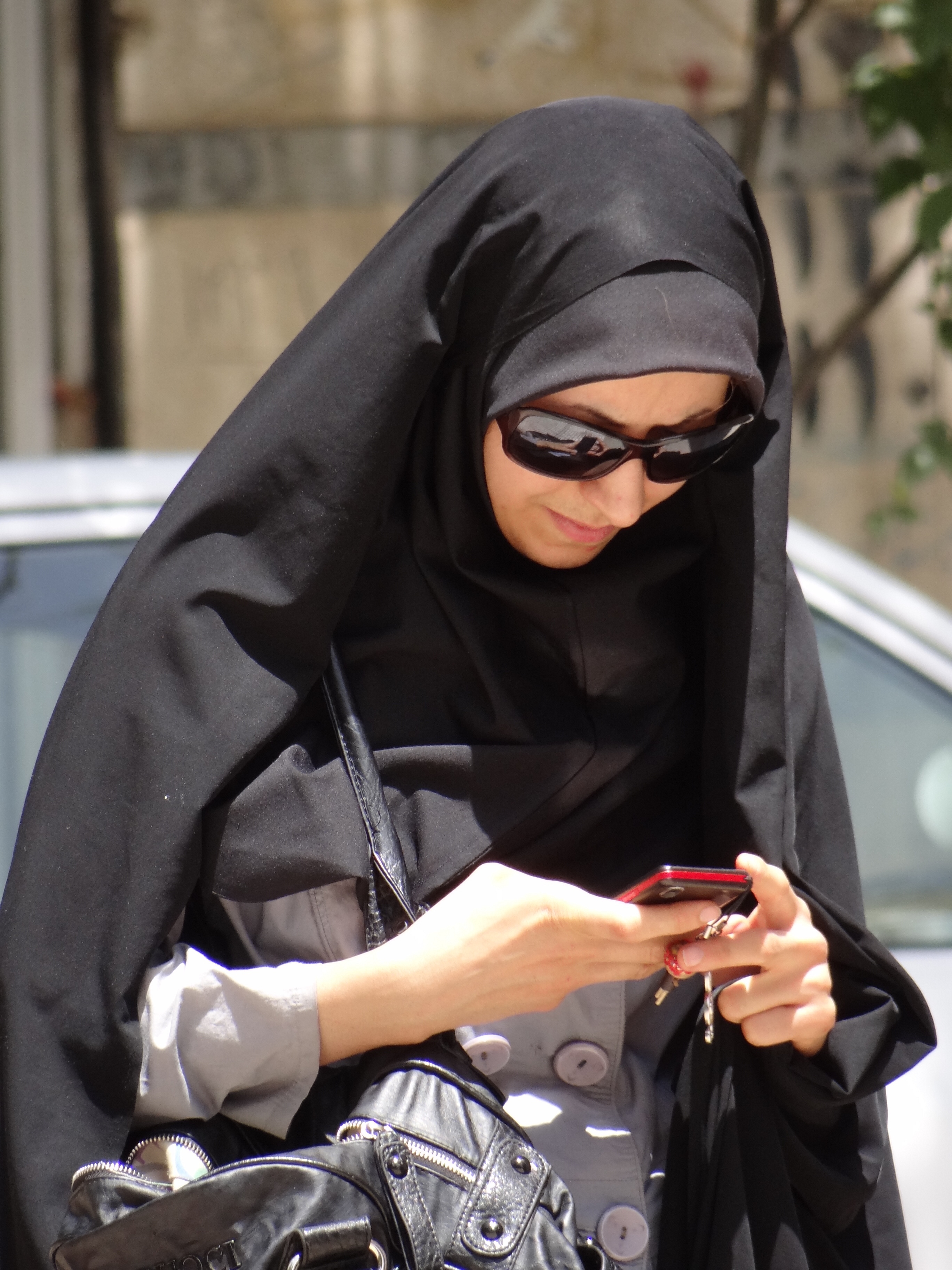
Женщина и телефон
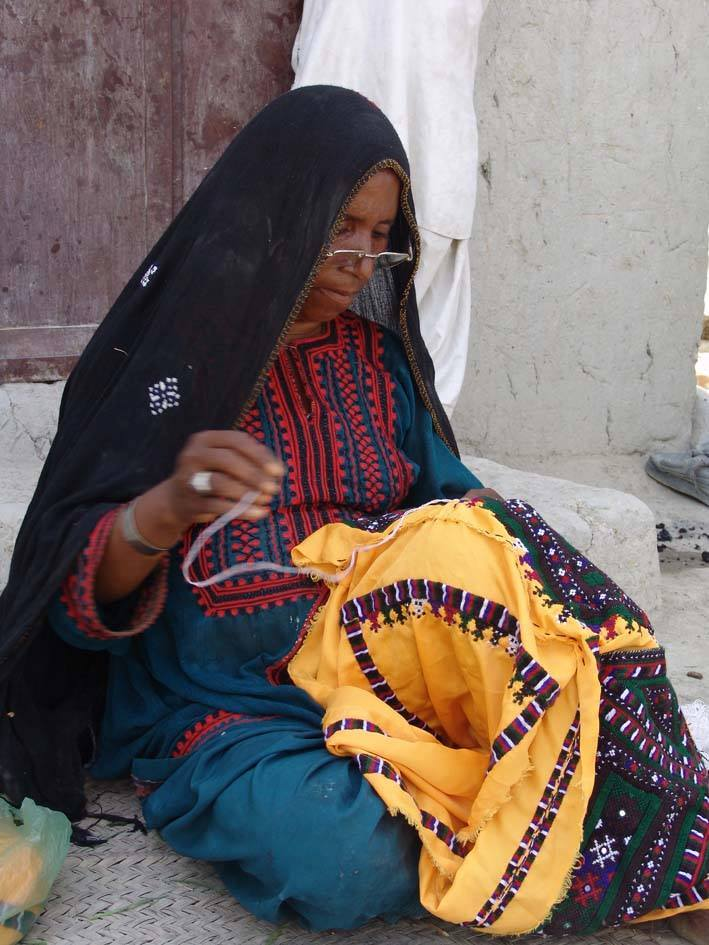
Пожилая женщина в традиционном костюме
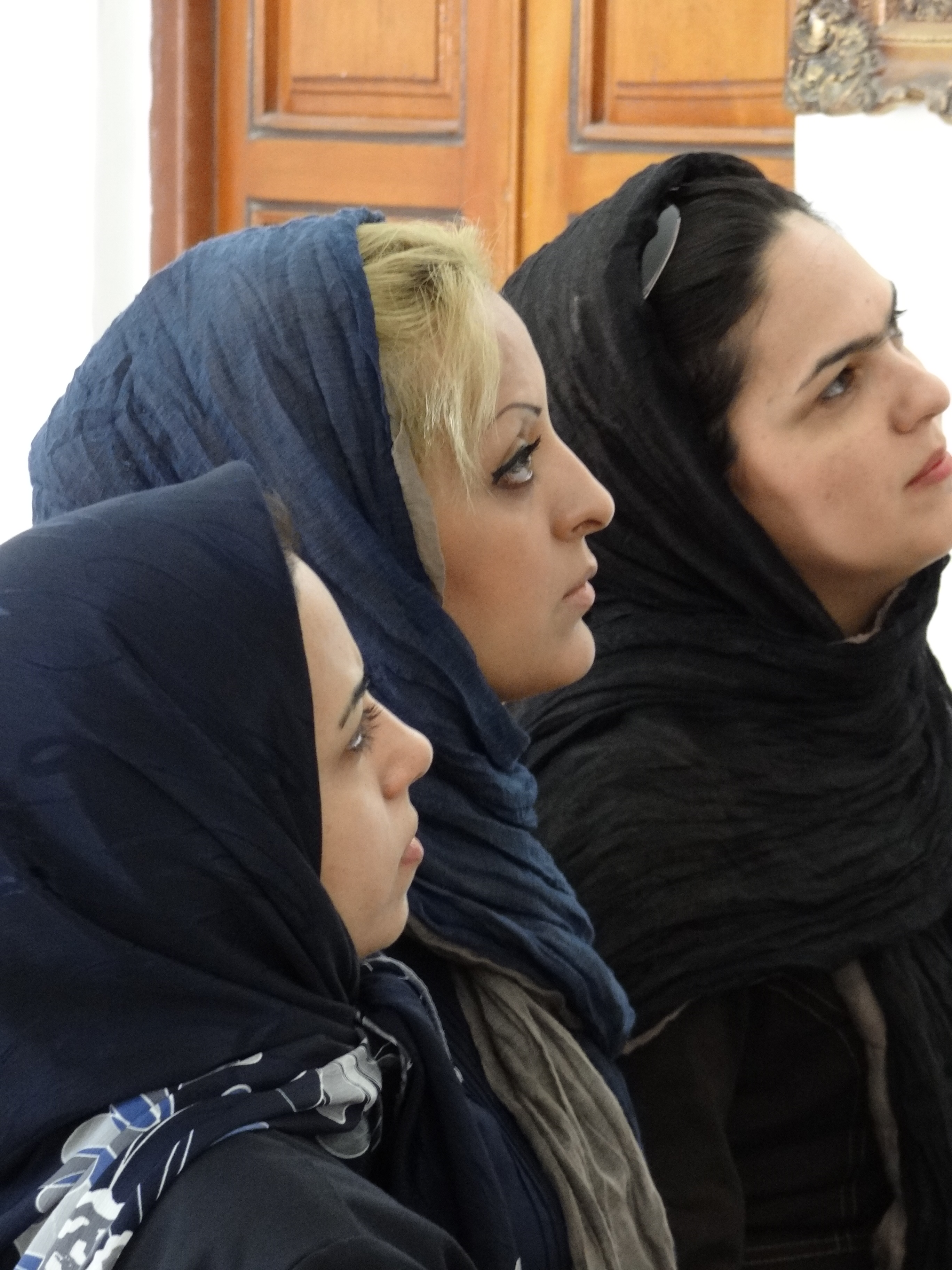
Три женщины

## Форма одежды
Многие историки сходятся во мнении, что традицию носить вуаль, как символ чистоты и целомудрия, придумал персидский царь Кир II Великий ещё за 12 веков до исламской эпохи. Эту новую традицию вскоре перенимают Государство Селевкидов, у которых в свою очередь перенимает Византия. В результате традицию перенимают арабские завоеватели, сделав вуаль неотъемлемой частью своей культуры.
16 сентября 2022 года, после новости об убийстве полицией нравов Махсы Амини за «неподобающее ношение хиджаба», в Иране начались массовые протесты.